# Liste der Denkmale der Stadt Arnsberg

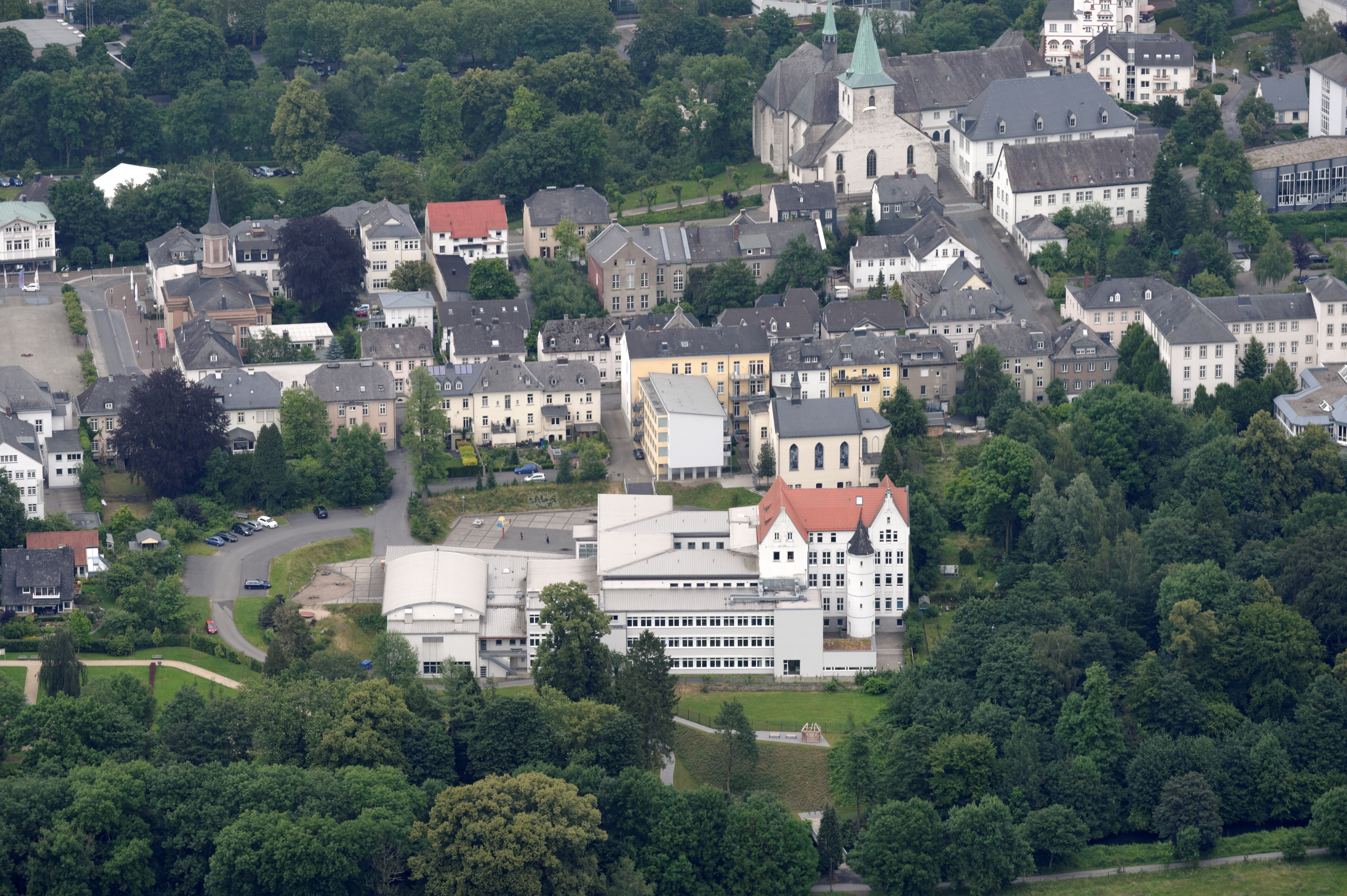

Die Liste der Denkmale der Stadt Arnsberg listet die in der Denkmalliste oder dem Denkmalinventarverzeichnis der Stadt aufgeführten Einträge auf.

## Hinweise zur Liste
- Bild: Bild des Kulturdenkmals, ggf. zusätzlich mit einem Link zu weiteren Fotos des Kulturdenkmals im Medienarchiv Wikimedia Commons
- Bezeichnung: Name des Kulturdenkmals
- Lage: Straßenname und Hausnummer oder Flurstücknummer des Kulturdenkmal, gegebenenfalls auch den Ortsteil. Die Grundsortierung der Liste erfolgt nach dieser Adresse. Der Link (Karte) führt zu verschiedenen Kartendiensten mit der Position des Kulturdenkmals. Fehlt dieser Link, wurden die Koordinaten noch nicht eingetragen. Sind diese bekannt, können sie über ein Tool mit einer Kartenansicht einfach nachgetragen werden. In dieser Kartenansicht sind Kulturdenkmale ohne Koordinaten mit einem roten bzw. orangen Marker dargestellt und können durch Verschieben auf die richtige Position in der Karte mit Koordinaten versehen werden. Kulturdenkmale ohne Bild sind an einem blauen bzw. roten Marker erkennbar.
- Beschreibung: Kurzcharakteristik des Kulturdenkmals
- Bauzeit: Baubeginn, Fertigstellung, Datum der Erstnennung oder grobe zeitliche Einordnung entsprechend des Eintrags in der zuständigen Denkmaldatenbank
- Eingetragen seit: Datum der Erfassung in der zuständigen Denkmaldatenbank

- DL=Denkmalliste
- DI=Denkmalinventar
- B=Bodendenkmal

Die Eingruppierung erfolgt nach der ursprünglichen Nutzung. Das bedeutet, wenn ein Gebäude als Villa oder Wohnhaus errichtet wurde, aber eine Zeit lang zum Beispiel als Dienstgebäude einer Behörde genutzt wurde, ist es hier in der Rubrik Wohngebäude eingruppiert.
Die Eintragungen in der Denkmalliste und die Bodendenkmale wurden so weit bekannt alle berücksichtigt, während dies bei den übrigen schützenswerten Objekten nur teilweise der Fall ist. Bei einigen geschlossenen Gebäudekomplexen (zum Beispiel Klöster, aber auch Häuser mit Vorder- und Hinterhaus) wurden aus pragmatischen Gründen mehrere Denkmale unter einem Eintrag zusammengefasst.
Die Datenbasis ist eine monographische Veröffentlichung der unteren Denkmalbehörde der Stadt aus dem Jahr 1990 sowie die Denkmalliste im Anhang zum Flächennutzungsplan der Stadt Arnsberg von 2009. Bis zur Veröffentlichung einer aktuellen Liste können weitere Einträge auf Basis anderen Quellen mit Einzelnachweisen erfolgen.
Wegen der zahlreichen Denkmale im Stadtteil Arnsberg wurde diese im Bereich Wohn- und Geschäftsgebäude getrennt von den anderen Ortsteilen aufgeführt und dem eine Kurzbeschreibung der verschiedenen Denkmalbereiche vorgeschaltet.

## Religiöse Denkmäler
| Bild                                         | Bezeichnung                                                                     | Lage                                     | Beschreibung | Bauzeit              | Eingetragen seit | Denkmal- nummer  |
| -------------------------------------------- | ------------------------------------------------------------------------------- | ---------------------------------------- | --- | -------------------- | ---------------- | ---------------- |
| weitere Bilder                               | Katholische Pfarrkirche St. Laurentius, Komplex Kloster Wedinghausen            | Arnsberg Klosterstraße 3, 5, 7 Karte     | Als Einrichtung der Prämonstratenser um 1170 gegründet und im Zuge der Säkularisation 1803 aufgehoben. Die Klosterkirche, die bereits während des Mittelalters und der frühen Neuzeit auch Pfarrkirche der Stadt Arnsberg war, ist seit dem 19. Jahrhundert die Gemeinde- und Propsteikirche. | 12. Jahrhundert      |                  | DL 195, DI 3a    |
| Klosterflügel des Klosters Wedinghausen      | Klosterflügel des Klosters Wedinghausen                                         | Arnsberg Klosterstraße 11 Karte          | Heute Stadt- und Landständearchiv | 12. Jahrhundert      |                  | DL 195, DI 3c    |
| Bibliothek des Klosters Wedinghausen         | Bibliothek des Klosters Wedinghausen                                            | Arnsberg Klosterstraße 13a Karte         | Historische Bibliothek des Gymnasiums Laurentianum | 12. Jahrhundert      |                  | DL 195, DI 3b    |
| Propstei des Klosters Wedinghausen           | Propstei des Klosters Wedinghausen                                              | Arnsberg Klosterstraße 20/22 Karte       | | 12. Jahrhundert      |                  | DL 195, DI 3d    |
| Remise des Klosters Wedinghausen             | Remise des Klosters Wedinghausen                                                | Arnsberg Klosterstraße 20/22 Karte       | Wird heute als Jugendcafé genutzt | 12. Jahrhundert      |                  | DL 98            |
| weitere Bilder                               | Hirschberger Tor                                                                | Arnsberg Klosterstraße Karte             | | 12. Jahrhundert      |                  | DL 195, DI 3e    |
| weitere Bilder                               | Auferstehungskirche                                                             | Arnsberg Neumarkt 3 Karte                | Die Kirche, erbaut zwischen 1822 und 1824 im klassizistischen Stil, war der erste evangelische Kirchenbau in der Stadt | 1822–1824            |                  | DL 85            |
| weitere Bilder                               | Stadtkapelle mit Glockenturm                                                    | Arnsberg Hanstein 2, Schlossstr.1a Karte | Die Kapelle ist eine katholische Kirche in der Altstadt von Arnsberg. Zu ihr gehört der Glockenturm (DL 198) als das Wahrzeichen der Stadt | 1170/1323            |                  | DL 93, 198       |
| weitere Bilder                               | Johannes-Nepomuk-Kapelle                                                        | Arnsberg Hellefelder Str. Karte          | Die Kapelle weist stilistisch neben Elementen der Spätrenaissance auch Merkmale des Barock auf. | 18. Jahrhundert      |                  | DL 101           |
| Wegekapelle Tollpösken                       | Wegekapelle Tollpösken                                                          | Arnsberg Alter Soestweg Karte            | Früheres Zollhäuschen zur Wegekapelle umgebaut. Ursprünglich mit kunsthistorisch bedeutenden Kunstwerken versehen. Teile wurden 1945 gestohlen. Das „Arnsberger Kruzifix“ aus dem 12. Jahrhundert befindet sich heute in der Propsteikirche. | vor 1600             |                  | DL 116           |
| Wegekapelle/Wegekreuze                       | Wegekapelle/Wegekreuze                                                          | Arnsberg Seltersberg Karte               | Die Kapelle „Maria in der Not“ gilt als eine der schönsten Wegekapellen im Raum Arnsberg | 18. Jahrhundert      |                  | DL 95            |
| Kreuzbergkapelle/Kreuzweg                    | Kreuzbergkapelle/Kreuzweg                                                       | Arnsberg Wennigloher Str. Karte          | Im Jahr 1862 wurde der Kreuzweg mit insgesamt vierzehn Stationen eingeweiht. Nach mutwilligen Beschädigungen einiger Stationen im Jahr 1924 wurden diese wiederhergestellt. Alle Stationen erhielten nun Bronzereliefs des Bildhauers Busch aus München. Die Kapelle ist vom Geist der Spätromantik geprägt. Als Vorbild gilt die Apollinariskirche in Remagen, es gibt aber auch Beziehungen zum Neubau des Schlosses Herdringen. Die Kapelle hat einen Kreuzgrundriss und wurde im neugotischen Stil mit einer Fiale als Glockendachreiter errichtet. | 1861/1868            |                  | DL 92            |
| Jesuitenmission Arnsberg                     | Jesuitenmission Arnsberg                                                        | Arnsberg Schlossstraße 14 Karte          | Die Mission entstand zum Zweck der Volksmission im Herzogtum Westfalen 1651 entstanden. Der Bau selbst stammt aus der Zeit nach 1682. In dieser Form bestand sie bis zur Aufhebung der Jesuiten im Jahr 1773. Seither wurde das Gebäude der Jesuitenmission in verschiedenen Funktionen genutzt, zuletzt als Katasteramt. Heute ist dort das Kompetenzzentrum für Integration der Bezirksregierung Arnsberg untergebracht. | nach 1682            |                  | DL 154           |
| weitere Bilder                               | Jüdischer Friedhof                                                              | Arnsberg Kuhweg Karte                    | Der Friedhof entstand 1847, während der Zeit des Nationalsozialismus wurde er demoliert und nach dem Krieg wiederhergestellt. | 1847                 |                  | DL 346           |
| Bildstock St. Hubertus                       | Bildstock St. Hubertus                                                          | Arnsberg Altes Feld                      | |                      |                  | DI 10            |
| Wegekreuz Wetterhof                          | Wegekreuz Wetterhof                                                             | Arnsberg                                 | |                      |                  | DI 11            |
| weitere Bilder                               | Eichholzfriedhof                                                                | Arnsberg Eichholzstraße Karte            | Der Eichholzfriedhof bestand von 1807 bis in die 1950er Jahre für Arnsberg und die umliegenden Orte. Neben historischen Grabdenkmälern befindet sich dort auch das alte Ehrenmal für die Gefallenen der Kriege von 1864 bis 1871 sowie Teile des Ehrenmals für die Gewaltopfer und Gefallenen des 20. Jahrhunderts. | ab 1807              |                  | DI 50            |
| weitere Bilder                               | St. Isidor-Kapelle/Wegekreuz                                                    | Bachum Isidorstraße Karte                | | 1926                 |                  | DL 343           |
| weitere Bilder                               | Pfarrkirche St. Maria Magdalena                                                 | Bruchhausen Lindenstraße 17 Karte        | „St. Maria Magdalena“ wurde in einem für die Region ungewöhnlichen neubarocken Stil als kath. Pfarrkirche errichtet. | 1925                 |                  | DL 106           |
| Rodentelgenkapelle                           | Rodentelgenkapelle                                                              | Bruchhausen Rodentelgenstraße 21 Karte   | Im Mittelalter eine Wallfahrtskapelle, ehe diese Tradition in der frühen Neuzeit eingestellt wurde. Mit Unterbrechung im 19. Jahrhundert wurde sie bis zum Bau der neuen Kirche 1925 gottesdienstlich genutzt. Ein 2009 gegründeter Förderverein bemüht sich um eine Sanierung und der Suche nach einem neuen Nutzungskonzept. | 1464                 |                  | DL 105           |
| Wegkapelle „Antoniushäuschen“                | Wegkapelle „Antoniushäuschen“                                                   | Herdringen Zum Krähenbrink Karte         | |                      |                  | DL 393           |
| weitere Bilder                               | Pfarrkirche St. Petri                                                           | Hüsten Kirchplatz Karte                  | Eine der ältesten kath. Pfarrkirchen der Region. Bis auf den Turm stammt der heutigen Bau aus dem 19. Jahrhundert. Auf dem Kirchplatz wurden zwei Statuen des Bildhauers Hartmann aus Wiedenbrück und im angrenzenden Alten Friedhof ein gusseisernes Kruzifix auf hohen Sockel unter Denkmalschutz gestellt. | 12. Jahrhundert/1862 |                  | DL 115           |
| BW                                           | Pfarrhaus St. Petri                                                             | Hüsten Kirchplatz 2 Karte                | |                      | 22.10.2018       | DL 404           |
| Heiligenhäuschen                             | Heiligenhäuschen                                                                | Hüsten Herdringer Weg 13b Karte          | |                      |                  | DL 260           |
| weitere Bilder                               | Jüdischer Friedhof                                                              | Hüsten Alt Hüsten Karte                  | |                      |                  | DL 348           |
| weitere Bilder                               | Pfarrkirche St. Johannes Baptist                                                | Neheim Neheimer Markt 6 Karte            | Der heutige Bau der kath. Pfarrkirche stammt im Wesentlichen aus den 1890er Jahren. Wegen ihrer Größe wird die Kirche (wie St. Johannes Baptist (Attendorn)) als Sauerländer Dom bezeichnet. | 1892–1913            |                  | DL 138           |
| weitere Bilder                               | Christuskirche                                                                  | Neheim Burgstraße 29 Karte               | Die Christuskirche war die erste evangelische Kirche in Neheim | 1862                 |                  | DL 125           |
| ehemalige Pauluskirche (Kirchenbau und Turm) | ehemalige Pauluskirche (Kirchenbau und Turm)                                    | Neheim An der Pauluskirche Karte         | |                      | 19.6.2020        | DL 405           |
| weitere Bilder                               | Neheimer Synagoge                                                               | Neheim Mendener St.35 Karte              | Die ehemalige Synagoge wurde während der Novemberpogrome 1938 beschädigt und diente nach dem Krieg lange als Lagerraum. In den 1980er Jahren saniert, wurde das Gebäude kommerziell genutzt, ehe es 2001 vom Jägerverein 1834 e. V. Neheim erworben wurde. Seitdem wird das Gebäude als Veranstaltungsort genutzt. | 1875/76              |                  | DL 1             |
| Theodorus-Kapelle                            | Theodorus-Kapelle                                                               | Neheim Möhnestraße Karte                 | Die Theodorus-Kapelle befindet sich auf dem Möhnefriedhof. | 1835–1837            |                  | DL 144           |
| Bildstock                                    | Bildstock                                                                       | Neheim Goethestraße / Lange Wende Karte  | | 1733                 |                  | DL 209           |
| Kapellenanbau                                | Kapellenanbau                                                                   | Niedereimer Zur Friedrichshöhe 5 Karte   | |                      |                  | DL 146           |
| weitere Bilder                               | Kloster Oelinghausen                                                            | Oelinghausen Karte                       | Das Kloster Oelinghausen war ein Kloster der Prämonstratenserinnen und wurde 1804 aufgehoben. Die gotische Klosterkirche stammt im Wesentlichen aus dem 14. Jahrhundert. | nach 1174            |                  | DL 161           |
| Wegekapelle                                  | Wegekapelle                                                                     | Oelinghausen/Holzen Retringen 1 Karte    | | 1727                 |                  | DL 118           |
| weitere Bilder                               | Pfarrkirche Hl. Familie                                                         | Oeventrop Kirchstraße 40 Karte           | Kath. Pfarrkirche | 1899                 |                  | DL 136           |
| Pfarrhaus                                    | Pfarrhaus                                                                       | Oeventrop Kirchstraße 55 Karte           | |                      |                  | DL 330           |
| BW                                           | ehem. Klosteranlage der Herz-Jesu Missionare ("Neues Kloster")                  | Oeventrop Haarscheid 1 Karte             | |                      | 4.3.2025         | DL 410a          |
| BW                                           | Gartenanlage der ehem. Klosteranlage der Herz-Jesu Missionare ("Neues Kloster") | Oeventrop Haarscheid 1 Karte             | |                      | 4.3.2025         | DL 410b          |
| weitere Bilder                               | Kloster Rumbeck                                                                 | Rumbeck Mescheder Straße Karte           | Als Prämonstratenserinnenkloster um 1190 gegründet und bestand bis zur Säkularisation im Jahr 1806. Denkmalgeschützt ist die ehemalige Kloster- und heutige Pfarrkirche St. Nikolaus, der Südflügel des Klosters, die ehemalige Propstei, ehemaliges Gästehaus, Archivturm | nach 1190            |                  | DL 140, 181, 182 |
| Pfarrkirche St. Urban                        | Pfarrkirche St. Urban                                                           | Voßwinkel Voßwinklerstr.11 Karte         | Kath. Pfarrkirche | nach 1750            |                  | DL 145           |
| Pfarrhaus                                    | Pfarrhaus                                                                       | Voßwinkel Voßwinkler Str. 16 Karte       | Kath. Pfarrhaus | nach 1752            |                  | DL 3             |
| Grabkapelle St. Benediktus                   | Grabkapelle St. Benediktus                                                      | Voßwinkel Höllinghofen Karte             | | 1923                 |                  | DL 224           |
| Alter Friedhof                               | Alter Friedhof                                                                  | Voßwinkel Zum Alten Friedhof Karte       | Der „Alte Friedhof“ ist ein katholischer Friedhof, der am 11. Juni 1838 eingeweiht und im Jahr 1973 geschlossen wurde. | 1838                 |                  | DI 596           |
| Kapelle St. Franziskus Xaverius              | Kapelle St. Franziskus Xaverius                                                 | Wennigloh Müssenbergstraße 65 Karte      | | 1854                 |                  | DL 149           |

## Burgen, Wehranlagen, Adelssitze
| Bild                                 | Bezeichnung                          | Lage                                                     | Beschreibung | Bauzeit               | Eingetragen seit | Denkmal- nummer |
| ------------------------------------ | ------------------------------------ | -------------------------------------------------------- | --- | --------------------- | ---------------- | --------------- |
| Landsberger Hof mit Stadtbefestigung | Landsberger Hof mit Stadtbefestigung | Arnsberg Alter Markt 24–28 Karte                         | Auf einem Teil der Stadtmauer von 1240 wurde 1605 ein Stadtpalais errichtet, in dem sich heute das Sauerland-Museum befindet. Hauptgebäude mit einem rückwärtig angebauten Turm, Seitenflügel und Nebengebäuden, repräsentativer Garten und Promenade, unterhalb des Hofes, die später der Stadterweiterung weichen mussten. Sitz des heutigen Sauerlandmuseums.                                                                                           | um 1240/1695          |                  | DL 197          |
| Stadtbefestigung                     | Stadtbefestigung                     | Arnsberg Kaiserspförtchen Karte                          | Kleiner rundbogiger Durchlass in der östlichen Stadtmauer. Das Tor erhielt im 18. Jahrhundert einen Fachwerkaufbau, bietet aber noch immer Eindruck eines kleinen wehrhaften Stadttores. | nach 1238             |                  | DL 227          |
| Grüner Turm                          | Grüner Turm                          | Arnsberg Stadtmauer 8 Karte                              | Der Turm in Schalenbauweise war der nordwestliche Eckturm der erweiterten Stadtmauer, die sich in Richtung Oleypforte fortsetzt. | Mitte 13. Jahrhundert |                  | DL 212          |
| Schloss Arnsberg                     | Schloss Arnsberg                     | Arnsberg Schloßstraße Karte                              | Als Burg der Arnsberger Grafen erbaut, später Residenz der Erzbischöfe und Kurfürsten von Köln. Mehrfach stark umgebaut, letzter Bau von Johann Conrad Schlaun (1730–1735 erbaut) wurde im Siebenjährigen Krieg zerstört und seitdem eine Ruine. | um 1100–1762          |                  | DL 247, B 3     |
| Dückerscher Hof                      | Dückerscher Hof                      | Arnsberg Schloßstraße 12 Karte                           | Teilweise unter Einbezug älterer Gebäude (möglicherweise aus dem 15. Jahrhundert) vom Oberkellner Hermann Dücker in der heute erhaltenen Form um 1627 erbaut, Residenz wichtiger kurkölner Beamter, seit dem 19. Jahrhundert Krankenhaus und wird heute zu Wohnzwecken genutzt. | 15./17. Jahrhundert   |                  | DL 96           |
| Burgmannshof Hanstein                | Burgmannshof Hanstein                | Arnsberg Hanstein 6 Karte                                | Auf Teilen der Stadtmauer möglicherweise unter Einbeziehung älterer Bausubstanz wohl im 17. Jahrhundert errichtet. Im 19. Jahrhundert zeitweise Krankenhaus seit 1863 als Kolpinghaus genutzt. | 17. Jahrhundert       |                  | DL 113          |
| Weichs’scher Hof                     | Weichs’scher Hof                     | Arnsberg Schloßstraße/Soester Straße/Unterm Tempel Karte | Erbaut als Stadthaus des Oberjägermeisters von Weichs nach dem Stadtbrand von 1600. Erdgeschoss in Massivbauweise, Obergeschoss aus Fachwerk mit Walmdach. Bis ins 20. Jahrhundert als Wohngebäude im Besitz der Familie von Weichs. Später verkauft und zeitweise als Musikakademie genutzt. Heute dient es wieder als Wohngebäude. | nach 1600             |                  | DL 109          |
| Stockhausenhaus                      | Stockhausenhaus                      | Arnsberg Alter Markt 7 Karte                             | Ludwig von Stockhausen und Elisabeth Hanxleden ließen das Haus auf meterdicken Grundmauern errichten. Erdgeschoss in Massivbauweise, Obergeschoss Fachwerk. Wohnbereich hochrangiger kurkölner Beamter. Geburtshaus des späteren Landrats von Meschede Friedrich Hubert Boese. 1832–1938 Nutzung als „Engelapotheke“ mit Umgestaltungen im klassizistischen Stil. Der Geschichtsschreiber Karl Féaux de Lacroix hat dort einen Teil seiner Jugend verlebt. | 1607, 19. Jahrhundert |                  | DL 57           |
| Limps Turm                           | Limps Turm                           | Arnsberg Bergstraße Karte                                | Auch Mäuseturm, Hexenturm genannt, Teil der Stadtmauer. Neben seiner Wehraufgabe soll er auch als Gefängnis gedient haben. Vermutlich von der Schmiedezunft erbaut. Er ist fünf Stockwerke hoch und mit zahlreichen Schießscharten versehen. |                       |                  | DL 269          |
| Schalenturm                          | Schalenturm                          | Arnsberg Unterm Tempel Karte                             | In der Straße Unterm Tempel |                       |                  | DL 284          |
| Schloss Herdringen                   | Schloss Herdringen                   | Herdringen Karte                                         | Der Bau geht auf die um 1500 verfallene Kettelburg und einen in dieser Zeit errichteten Gräftenhof der Familie von Hanxleden zurück. Der Besitz ging in den Besitz der von Fürstenberg über. Seit 1680 umfangreiche Aus- und Umbauarbeiten. 1844 Bau eines neuen Herrenhauses im Tudorstil. | 18./19. Jahrhundert   |                  | DL 147, 240     |
| Haus Hüsten                          | Haus Hüsten                          | Hüsten Karte                                             | Geht auf ein 1264 erwähntes Rittergut zurück. | erste Hälfte 16. Jhd. |                  | DL 123          |
| Gut Wicheln                          | Gut Wicheln                          | Müschede Karte                                           | Vermutlich von dem münsterländischen Architekten Gottfried Laurenz Pictorius unter Einbeziehung eines mittelalterlichen Gräftenhofes erbaut. Erhalten ist nur das Portal, das sich heute in der Müscheder Schützenhalle befindet. |                       |                  | DL 114          |
| Drostenhof                           | Drostenhof                           | Neheim Karte                                             | Geht auf einen mittelalterlichen Burgmannshof zurück und wurde in der heutigen Form um 1700 erbaut. Sitz des Neheimer Amtsdrosten. In der frühen Neuzeit meist in der Hand einer Linie der Familie von Fürstenberg. Der Landmeister Wilhelm von Fürstenberg (Söldnerführer) | um 1700               |                  | DL 163          |
| Fresekenhof                          | Fresekenhof                          | Neheim Fresekenplatz 6 Karte                             | Geht auf einen mittelalterlichen Burgmannshof aus dem 14. Jahrhundert zurück und stammt in der heutigen Form aus dem 17. Jahrhundert. | 17. Jhd.              |                  | DL 120          |
| Burgmannshof Gransau                 | Burgmannshof Gransau                 | Neheim Karte                                             | Das Erdgeschoss stammt aus dem 17. Jahrhundert. Das aufgesetzte Fachwerkgeschoss wurde im 19. Jahrhundert teilweise um ein Halbgeschoss erhöht. | 17. Jhd.              |                  | DL 126          |
| Haus Obereimer                       | Haus Obereimer                       | Arnsberg Karte                                           | Geht auf einen alten Gutshof zurück. Dieser gelangte über Hermann (von) Dücker an Kurfürst Maximilian Heinrich von Bayern der dort einen Tierpark und verschiedene Projekte realisierte sowie Baumaßnahmen vornahm. Im ehemaligen Torhaus befindet sich das Forstamt Arnsberg. | 17./18. Jhd.          |                  | DL 132, 94      |
| Schloss Höllinghofen                 | Schloss Höllinghofen                 | Voßwinkel Karte                                          | Wasserschloss das auf älteren Grundmauern im 18. Jahrhundert neu erbaut wurde. | nach 1765             |                  | DL 224          |

## Öffentliche Gebäude
| Bild                             | Bezeichnung                      | Lage                                       | Beschreibung | Bauzeit   | Eingetragen seit | Denkmal- nummer |
| -------------------------------- | -------------------------------- | ------------------------------------------ | --- | --------- | ---------------- | --------------- |
| Altes Rathaus                    | Altes Rathaus                    | Arnsberg Alter Markt 19/Hallenstraße Karte | Nach dem Stadtbrand von 1709 neu erbaut, diente bis zum Ende des Herzogtums Westfalens neben seinem kommunalen Zweck auch als Tagungsort der Landständeversammlung, heute dient der Rittersaal repräsentativen Veranstaltungen, im übrigen Gebäude Dienststellen der Kommunalverwaltung. | 1709      |                  | DL 162          |
| Landgericht                      | Landgericht                      | Arnsberg Brückenplatz 7 Karte              | Eines der ersten Gebäude jenseits der Ruhr im klassizistischen Stil. Es bildet den Kern der sogenannten „Friedrichsstadt“ und war die Keimzelle der zweiten Stadterweiterung im 19. Jahrhundert. | 1840–1842 |                  | DL 156          |
| Bahnhof Arnsberg                 | Bahnhof Arnsberg                 | Arnsberg Clemens-August-Straße Karte       | Heute im Besitz der Stadt Arnsberg und wird unter anderem als Bürgerzentrum genutzt | 1870      |                  | DI 27           |
| Amtsgebäude                      | Amtsgebäude                      | Arnsberg Clemens-August-Straße 10 Karte    | Als Schiedsgericht für die Arbeiterversicherung errichtet, danach diente es anderen Behörden, für einige Jahre beherbergte es Einrichtungen der evangelischen Kirche und heute ist dort die Diakonie untergebracht. | 1903      |                  | DL 174          |
| Adolf-Sauer-Schule               | Adolf-Sauer-Schule               | Arnsberg Ehmsenstraße 7 Karte              | Als Grundschule erbaut, aktuell nach dem Umzug der Grundschule in das Gebäude der ehemaligen Präparandie zum Sitz der VHS, der Nebenstelle der Fernuniversität Hagen und des Lehrerseminars umgebaut |           |                  | DL 385          |
| Ehemaliges Landgerichtsgefängnis | Ehemaliges Landgerichtsgefängnis | Arnsberg Eichholzstraße 2–4 Karte          | Heute Amtsgericht |           |                  | DL 157          |
| Knabenschule                     | Knabenschule                     | Arnsberg Hanstein 4 Karte                  | Das Haus wurde als Trivialschule gebaut. Später diente es gewerblichen und gastronomischen Zwecken. | 1709      |                  | DL 108          |
| „Alte Regierung“                 | „Alte Regierung“                 | Arnsberg Jägerstraße 1 Karte               | Der repräsentative dreigeschossige Dreiflügelbau mit Mansarddach wurde aus den Steinen des zerstörten Arnsberger Schlosses als Zuchthaus erbaut. In der hessischen Zeit diente es als Kaserne, in der preußischen Zeit war es Sitz des Regierungspräsidenten. In den 1880er Jahren wurden zwei rückwärtige Flügel angebaut. Nach dem Bau eines neuen Regierungsgebäudes diente es weiter Verwaltungszwecken. Heute ist es Sitz des Verwaltungsgerichts. |           |                  | DL 155          |
| Zivilcasino („Neues Rathaus“)    | Zivilcasino („Neues Rathaus“)    | Arnsberg Königstraße 22 Karte              | Im klassizistischen Stil mit Walmdach als Gesellschaftshaus vornehmlich für die höheren Beamten der preußischen Regierung und der Gerichte errichtet. In der Zeit des Nationalsozialismus hieß es „Kameradschaftshaus.“ Zwischen 1946 und 1975 diente es als Rathaus, danach war es staatliches Amt für Agrarordnung und ist heute Sitz des Amtes für Arbeitsschutz. | 1820      |                  | DL 179          |
| Mariengymnasium                  | Mariengymnasium                  | Arnsberg Königstraße 36 Karte              | Die Armen Schulschwestern Unserer Lieben Frau erwarben zum Zweck einer Schulgründung den Bau im Jahr 1889. 1898 ließen die Schwestern nach hinten in Richtung Ruhr zwei weitere Gebäudetrakte sowie eine neugotische Kapelle errichten. Diese enthält eine beachtenswerte Madonna mit Kind auf Mondsichel. Weitere Bauten entstanden um 1903, auch ein Gartenpavillon in klassizistischem Stil. Heute dient der Altbau als Seniorenwohnanlage. Der Bau war im März 2008 Denkmal des Monats der Arbeitsgemeinschaft Historischer Stadtkerne in Nordrhein-Westfalen. | nach 1818 |                  | DL 102          |
| Marienhospital                   | Marienhospital                   | Arnsberg Nordring 39 Karte                 | Der Altbau des Marienhospitals ist im damals üblichen Sanatoriumsstil mit teilweise jugendstilhaft beeinflussten Elementen erbaut. Besonders bemerkenswert der Laubenteil und die Kapelle. Neben der Kapelle befindet sich ein aufwändig gestaltetes Tor im neobarocken Stil. | ab 1907   |                  | DL 170          |
| Ehemalige Knabenschule           | Ehemalige Knabenschule           | Arnsberg Prälaturstraße 3 Karte            | Ursprünglich für katholische und evangelische Schüler wurde sie 1886 zu einer rein evangelischen Schule mit neuen rückwärtigen Anbauten. Das Gebäude diente später unter anderem als Vereinsheim der Wanderjugend und dem DRK. | 1830      |                  | DL 213          |
| Ehemalige Präparandie            | Ehemalige Präparandie            | Arnsberg Sauerstraße 3 Karte               | Als Folge der Neuordnung der Lehrerausbildung wurde neben einem Lehrerseminar auch eine Präparandenanstalt errichtet. Als solche diente das Gebäude bis 1924, danach diente es bis 1942 als Aufbauschule und nach 1945 als amerikanisches Lazarett. Später war dort eine Volksschule untergebracht und seit 1969 diente es erneut der Lehrerausbildung. Danach war es städtische Volkshochschule und heute ist dort eine Grundschule untergebracht. | nach 1902 |                  | DL 199          |
| Neue Regierung                   | Neue Regierung                   | Arnsberg Seibertzstraße 1 Karte            | Der Kern des 19-achsige Großbaus wurde ursprünglich als katholisches Lehrerinnenseminar errichtet. Mitte der 1920er Jahre wurden der Turm und weitere Flügel gebaut. Seit 1926 war es Hauptsitz der Bezirksregierung. Steigende Raumbedarf führte 1964 zum Anbau eines Hochhauses. | 1909/1926 |                  | DL 193          |
| „Altes Finanzamt“                | „Altes Finanzamt“                | Arnsberg Seibertzstraße 2–6 Karte          | Das Gebäude wurde in einem palaisartigen Neobarocken Stil errichtet. Heute ist es ein Dienstgebäude der Bezirksregierung. | 1922/23   |                  | DL 187          |
| Kreishaus                        | Kreishaus                        | Arnsberg Wedinghauser Str. 1 Karte         | Im Zweiten Weltkrieg teilweise zerstört wurde es wieder aufgebaut. In den 1960er und 1980er Jahren erfolgten Erweiterungsbauten. | 1902      |                  | DL 387          |
| Schulhaus                        | Schulhaus                        | Herdringen Ostentor 9 Karte                | Gebäude mit Vorgiebel und Turm. Erweiterungen weisen Merkmale des Jugendstils auf. Ehreninschrift für Heinrich Knoche. | 1879      |                  | DL 217          |
| BW                               | Ruhrschule                       | Hüsten Am Hüttengraben 31 Karte            | Achtachsiger Traufenbau im Stil des Neoklassizismus | 1909–1911 |                  | DL 206          |
| Amtshaus                         | Amtshaus                         | Hüsten Heinrich-Lübke-Straße 29 Karte      | Das ehemalige Amtshaus des Amtes Hüsten weist vom Jugendstil beeinflusste Formen der Neorenaissance auf. | 1910      |                  | DL 83           |
| Röhrschule                       | Röhrschule                       | Hüsten Marktstraße 42 Karte                | |           |                  | DL 358          |
| St. Ursula Lyzeum                | St. Ursula Lyzeum                | Neheim Engelbertstraße 43 Karte            | |           |                  | DL 377          |
| BW                               | Städtische Realschule            | Neheim Goethestraße 16–18 Karte            | |           |                  | DL 386          |
| Karl-Wagenfeld-Schule            | Karl-Wagenfeld-Schule            | Neheim Mendener Straße 38 Karte            | 2012/13 in Graf-Gottfried-Schule umbenannt, wurde als Backsteingebäude mit an die Renaissance erinnernden Stilelementen erbaut | um 1900   |                  | DL 220          |
| Michaelsschule                   | Michaelsschule                   | Neheim Schulstraße 14 Karte                | In einem strengen renaissanceähnlichen Stil errichtet, wird sie wegen ihrer Farbe auch rote Schule genannt. | 1905      |                  | DL 232          |
| Amtsgericht                      | Amtsgericht                      | Neheim Schwester-Aicharda-Straße 12 Karte  | Das ehemalige Amtsgericht diente zuletzt als städtisches Verwaltungsgebäude, es ist heute in Privatbesitz. | 1894/95   |                  | DL 137          |

## Wohn- und Geschäftsgebäude

### Stadtteil Arnsberg
Einige Bereiche wurden insgesamt zu schützenswerten Denkmalbereichen erklärt:
- Denkmalbereich Oberstadt. Dieser liegt direkt südlich unterhalb des Arnsberger Schlosses und erstreckt sich bis zum Glockenturm. Dies war 1190 mit der Ansiedlung von 13 Freien der Ursprung der Stadt. Das Gebiet ist annähernd Oval. Die Schlossstrasse ist die zentrale Längsachse. Parallel dazu der Hanstein und die Soester Straße. (ab 1190)
- Denkmalbereich Schlossstrasse ist Teil der Oberstadt (DI 51) Dieses Gebiet bildet den ältesten Teil der Stadt. In diesem liegen mehrere Adelshöfe und die Jesuitenmission. Hinsichtlich der Wohnbebauung ist sie die Fortsetzung des Steinwegs. Bis 1848 im unteren Bereich nur relativ schwach bebaut, begannen nach dem Stadtbrand von 1760 im oberen Bereich der Wiederaufbau. Es existieren noch Teile der historischen Pflasterung. Die Wohnhäuser sind vorwiegend giebelständige Fachwerkhäuser.
- Denkmalbereich Hanstein Teil des Denkmalbereichs Oberstadt. Die Straße folgt stadtseitig dem Verlauf der Stadtmauer. Es handelt sich um eine zweigeschossige Blockbebauung insbesondere aus dem 19. Jahrhundert teilweise mit der Stadtmauer als Sockel
- Denkmalbereich Soester Straße. Teil des Denkmalbereichs Oberstadt. Die nach dem Stadtbrand von 1847 errichteten Fachwerkhäuser geben einen Eindruck von der einheitlichen Wiederaufbaukonzeption
- Denkmalbereich Stadtmauer. Teil des Denkmalbereichs Oberstadt. Schmale Fachwerkhäuser meist auf der alten Stadtmauer gegründet
- Denkmalbereich Unterm Tempel. Kleine Fachwerkhäuser in Hanglage
- Denkmalbereich Unterstadt Stadterweiterung ab dem 13. Jahrhundert südlich des Glockenturms seit dem 13. Jahrhundert. Der alte Markt ist die Längsachse. Davon abzweigend mehrere Straßen.
- Denkmalbereich Kaiserspförtchen. Aus mittelalterlicher Zeit hervorgegangene Wegegabel mit meist zweigeschossigen Fachwerkhäusern, teilweise auf die Stadtmauer aus dem 13. Jahrhundert aufgesetzt
- Denkmalbereich Edith-Stein-Straße, Hallenstraße, Unterm Tempel ist ein Teilbereich des Denkmalbereichs Unterstadt
- Denkmalbereich Regierungsneustadt. Viertel geprägt von klassizistischer Bausubstanz im Süden und Westen der Altstadt. Das Zentrum bildet der Neumarkt mit der evangelischen Kirche und dem ehemaligen Zivilkasino. Das eigentliche klassizistische Karre aus den ersten Jahrzehnten der preußischen Herrschaft bildet die Kloster-, Königs-, Prälaturstraße und der Neumarkt (ab 1818)
- Denkmalbereich Brückenplatz-Rumbecker Straße/Hellefelder Straße/Clemens-August-Straße/Kurfürstenstraße Stadterweiterung (Friedrichsstadt) seit den 1830er Jahren um das Landgericht.
- Denkmalbereich Hellefelder Straße, Brückenplatz, Wetterhofstraße, Zur Schützenhalle. Großbürgerliche Häuser aus der Gründerzeit bis zum Ersten Weltkrieg
- Denkmalbereich Stadterweiterung (Clemens-August-Straße, Nordring Henzestraße usw.) In diesem Bereich liegen unter anderem der Bahnhof und das Krankenhaus. Vor allem durch Bevölkerungszuwachs nach Eisenbahnbau und Entstehung Eisenbahnhauptwerkstatt entstanden. Bebauung etwa seit 1866
- Denkmalbereich Franz-Keßler-Platz. Dabei handelt es sich um eine einheitliche Siedlung im neoklassizistischen Stil
- Denkmalbereich Grafenstraße, Zur Feldmühle, Zum Schützenhof, Haarstraße. Diese Straßen sind vor allem von einer Bebauung aus der Wende zum 20. Jahrhundert geprägt

| Bild                                      | Bezeichnung                               | Lage                                             | Beschreibung | Bauzeit                                    | Eingetragen seit | Denkmal- nummer |
| ----------------------------------------- | ----------------------------------------- | ------------------------------------------------ | --- | ------------------------------------------ | ---------------- | --------------- |
| Verlagshaus                               | Verlagshaus                               | Arnsberg Alter Markt 1–3 Karte                   | Das Verlagshaus wurde später im unteren Bereich als Geschäfts- und im oberen Teil als Wohnhaus genutzt. | 1872                                       |                  | DL 248          |
| Adlerapotheke                             | Adlerapotheke                             | Arnsberg Alter Markt 5 Karte                     | | ?                                          |                  | DL 56           |
| Wohnhaus „Goldener Stern“                 | Wohnhaus „Goldener Stern“                 | Arnsberg Alter Markt 6 Karte                     | Ehemaliges Wohnhaus, das seit langem als Gastronomie- und Hotelbetrieb dient | um 1800                                    |                  | DL 42           |
| Alter Markt                               | Alter Markt                               | Arnsberg Alter Markt Karte                       | Mit Brunnen, Rathaus, Glockenturm und Krim | ?                                          |                  | DL 295          |
| Wohnhaus                                  | Wohnhaus                                  | Arnsberg Alter Markt 10 Karte                    | | ?                                          |                  | DL 296          |
| Wohnhaus                                  | Wohnhaus                                  | Arnsberg Alter Markt 12 Karte                    | | ?                                          |                  | DL 268          |
| Bürgerhaus                                | Bürgerhaus                                | Arnsberg Alter Markt 13 Karte                    | Das Bürgerhaus dient als Wohn- und Geschäftshaus. | frühes 19. Jahrhundert                     |                  | DL 70           |
| Bürgerhaus                                | Bürgerhaus                                | Arnsberg Alter Markt 14 Karte                    | Das Bürgerhaus diente zeitweise auch zu gewerblichen Zwecken. Unter anderem befand sich dort zeitweise eine Druckerei, die auch das Arnsberger Wochenblatt herausgab. | um 1800                                    |                  | DL 71           |
| Groten-Turm                               | Groten-Turm                               | Arnsberg Alter Markt 16 Karte                    | Als Mietshaus und Druckerei errichtet, neugotischer verputzter turmartiger Massivbau gekrönt von einem Zinnenkranz, durch die Größe und Höhe prägte das Gebäude die östliche Altstadt | 1869                                       |                  | DL 71           |
| Bürgerhaus                                | Bürgerhaus                                | Arnsberg Alter Markt 17 Karte                    | Direkt am Markt, gilt als eines der schönsten Fachwerkhäuser der Stadt |                                            |                  | DL 55           |
| Haus Hansknecht                           | Haus Hansknecht                           | Arnsberg Alter Markt 25 Karte                    | Das „Haus Hansknecht“ ist ein Fachwerkhaus und gehört zum malerischen Ensemble am Glockenturm. Es gehört wohl zu den am meist fotografierten Häusern Westfalens. | 1709                                       |                  | DL 45           |
| „Haus Klein“                              | „Haus Klein“                              | Arnsberg Alter Markt 27 Karte                    | Das „Haus Klein“ diente lange Zeit als Bäckerei und heute als Restaurant | um 1709                                    |                  | DL 46           |
| Blaue Haus                                | Blaue Haus                                | Arnsberg Alter Markt 30 Karte                    | Als Ackerbürgerhaus erbaut, diente später als Hotel und ist heute Veranstaltungsort des Sauerlandmuseums. | nach 1709                                  |                  | DL 67           |
| „Haus Strodtmann“                         | „Haus Strodtmann“                         | Arnsberg Alter Markt 32 Karte                    | Wohn- und Geschäftshaus | um 1709                                    |                  | DL 68           |
| Ratskeller                                | Ratskeller                                | Arnsberg Alter Markt 36 Karte                    | Gast- und Wohnhaus | um 1709                                    |                  | DL 44           |
| Bürgerhaus Grüneberg                      | Bürgerhaus Grüneberg                      | Arnsberg Alter Markt 38 Karte                    | War längere Zeit in Besitz der Familie Freusberg und später des jüdischen Großhandelskaufmann Salomon Grüneberg und seiner Nachkommen. Während der Reichspogromnacht hat die SA dort Ausschreitungen begangen. | 1709                                       |                  | DL 72           |
| Haus zur Krim                             | Haus zur Krim                             | Arnsberg Alter Markt 40 Karte                    | Diente lange als Hotel- und Gastronomiebetrieb, auch als Hexenrichterhaus bekannt, weil in dem Vorgängerbau Heinrich von Schultheiß wohnte. | 1709                                       |                  | DL 69           |
| Bürgerhaus                                | Bürgerhaus                                | Arnsberg Alter Markt 42 Karte                    | Das Bürgerhaus direkt unterhalb des Glockenturms dient als Wohn- und Geschäftshaus. |                                            |                  | DL 119          |
| Kulturschmiede                            | Kulturschmiede                            | Arnsberg Apostelstraße 5 Karte                   | Ehemalige Schmiede, die heute als Veranstaltungsort dient |                                            |                  | DL 297          |
| Bürgerhaus                                | Bürgerhaus                                | Arnsberg Apothekenstraße 1 Karte                 | | 1710                                       |                  | DL 88           |
|                                           |                                           | Arnsberg Apothekenstraße 2 Karte                 | |                                            |                  | DL 298          |
| Haus Finke                                | Haus Finke                                | Arnsberg Apothekenstraße 5 Karte                 | Fachwerkhaus aus dem 18. Jahrhundert, dem eine steinerne klassizistische Fassade vorgebaut wurde | 1709                                       |                  | DL 78           |
| Hotel zur Krone                           | Hotel zur Krone                           | Arnsberg Apothekenstraße 6 Karte                 | Ursprünglich kurfürstliche und Landesapotheke, dann Hotel und heute musikalisches Bildungszentrum des Hochsauerlandkreises | 1746                                       |                  | DL 79           |
| BW                                        | ?                                         | Arnsberg Auf der Alm 9 Karte                     | | ?                                          |                  | DL 394          |
| Bürgerhaus                                | Bürgerhaus                                | Arnsberg Bergstraße 1 Karte                      | | zwischen 1810 und 1817                     |                  | DL 80           |
| ?                                         | ?                                         | Arnsberg Bergstraße 3 Karte                      | | ?                                          | ?                | DL 300          |
| ?                                         | ?                                         | Arnsberg Bergstraße 5 Karte                      | ? | ?                                          |                  | DL 261          |
| Bürgerhaus                                | Bürgerhaus                                | Arnsberg Bergstraße 6 Karte                      | | zwischen 1810 und 1816                     |                  | DL 81           |
| ?                                         | ?                                         | Arnsberg Bergstraße 7 Karte                      | ? | ?                                          |                  | DL 301          |
| ?                                         | ?                                         | Arnsberg Bergstraße 15 Karte                     | ? | ?                                          |                  | DL 302          |
| „Haus König“                              | „Haus König“                              | Arnsberg Bergstraße 19 Karte                     | Lange auch als Bäckerei genutzt | 1762                                       |                  | DL 84           |
| Villa Cosack                              | Villa Cosack                              | Arnsberg Brückenplatz 1 Karte                    | Villa im klassizistischen Stil erbaut, war neben dem Landgericht eines der ersten Gebäude im neuen Stadtviertel der Stadt Arnsberg jenseits der Ruhr. Nachbar Johann Friedrich Joseph Sommer beklagte die Geruchsbelästigung, der dort ebenfalls ansässigen Essigfabrik Cosacks. 1870, 1905, 1935, 1953 sowie in den 1980er Jahren erfolgten größere An- und Umbauten. Seit 1926 ist das Gebäude Sitz der Handwerkskammer Arnsberg (heute Handwerkskammer Südwestfalen). | 1845                                       |                  | DL 56           |
| Bürgerhaus                                | Bürgerhaus                                | Arnsberg Brückenplatz 2 Karte                    | Eines der ersten Gebäude, die jenseits der Ruhr errichtet wurden | um 1836                                    |                  | DL 74           |
| Neue Villa Cosack                         | Neue Villa Cosack                         | Arnsberg Brückenplatz 5 Karte                    | Stattliche Villa im Stil der Neorenaissance, dient heute als Wohn- und Geschäftshaus | zwischen 1883 und 1890                     |                  | DL 215          |
| Bürgerhaus                                | Bürgerhaus                                | Arnsberg Brückenplatz 8 Karte                    | War das erste Haus jenseits der Ruhr. Dort wohnte unter anderem der Bürgermeister Wilhelm Seissenschmidt. | 1820                                       |                  | DL 90           |
| „Haus Bene“                               | „Haus Bene“                               | Arnsberg Brückenplatz 11 Karte                   | | ?                                          |                  | DL 287          |
| BW                                        | ?                                         | Arnsberg Brückenplatz 16 Karte                   | ? | ?                                          |                  | DL 255          |
| Bürgerhaus                                | Bürgerhaus                                | Arnsberg Brückenplatz 18 Karte                   | Dient als Wohn- und Geschäftshaus, im klassizistischen Stil der Nachbargebäude erbaut, so dass man bis zur Bauuntersuchung von einer wesentlich älteren Bausubstanz ausging. | 1937                                       |                  | DL 111          |
| Wohnhaus                                  | Wohnhaus                                  | Arnsberg Brückenplatz 14 Karte                   | Wurde später als Bahnbetriebsamt und danach vom Einzelhandelsverband genutzt | 1843                                       |                  | DL 184          |
| Mehrfamilienhaus                          | Mehrfamilienhaus                          | Arnsberg Clemens-August-Straße 8 Karte           | |                                            | 10.3.2022        | DL 406          |
|                                           |                                           | Arnsberg Clemens-August-Straße 61 Karte          | | ?                                          |                  | DL 358          |
|                                           |                                           | Arnsberg Clemens-August-Straße 63 Karte          | | ?                                          |                  | DL 353          |
|                                           |                                           | Arnsberg Clemens-August-Straße 67 Karte          | | ?                                          |                  | DL 332          |
|                                           |                                           | Arnsberg Clemens-August-Straße 88 Karte          | | ?                                          |                  | DL 341          |
|                                           |                                           | Arnsberg Clemens-August-Straße 94 Karte          | | ?                                          |                  | DL 354          |
|                                           |                                           | Arnsberg Edith-Stein-Straße 3 Karte              | | ?                                          |                  | DL 270          |
|                                           | Bürgerhaus                                | Arnsberg Edith-Stein-Straße                      | Wurde in mehreren Bauphasen errichtet; ob die ältesten Teile aus der Zeit um 1709 stammen, ist noch nicht klar erwiesen. | um 1709 (?)                                |                  | DL 235          |
| Doppelhaus                                | Doppelhaus                                | Arnsberg Eichholzstraße 1/Prälaturstraße 2 Karte | Verfügt wegen seiner Eckhausfunktion über zwei gleichwertige Fassaden. Dort lebte unter anderem Professor Andreas Henze. | 1833                                       |                  | DL 5 (a/b)      |
| Villa Hoevel                              | Villa Hoevel                              | Arnsberg Eichholzstraße 18 Karte                 | War den Betriebsgebäuden der Posthalterei vorgelagert | 1887                                       |                  | DL 6            |
| Verwaltungsgebäude Kreiselektrizitätswerk | Verwaltungsgebäude Kreiselektrizitätswerk | Arnsberg Eichholzstraße 11 Karte                 | Diente zwischenzeitlich unter anderem dem Roten Kreuz und als Polizeirevier | 1912                                       |                  | DL 239          |
| Wohnhaus                                  | Wohnhaus                                  | Arnsberg Eichholzstraße 30 Karte                 | |                                            | 21.8.2012        | DL 401          |
| Haustür                                   | Haustür                                   | Arnsberg Eichholzstraße 31 Karte                 | | ?                                          |                  | DL 294          |
| ?                                         | ?                                         | Arnsberg Grafenstraße 32 Karte                   | ? | ?                                          |                  | DL 374          |
| ?                                         | ?                                         | Arnsberg Grafenstraße 33 Karte                   | ? | ?                                          |                  | DL 369          |
| ?                                         | ?                                         | Arnsberg Grafenstraße 35 Karte                   | ? | ?                                          |                  | DL 367          |
| BW                                        | ?                                         | Arnsberg Grafenstraße 44 Karte                   | ? | ?                                          |                  | DL 349          |
| ?                                         | ?                                         | Arnsberg Grafenstraße 61 Karte                   | ? | ?                                          |                  | DL 251          |
| ?                                         | ?                                         | Arnsberg Grafenstraße 65 Karte                   | ? | ?                                          |                  | DL 379          |
| ?                                         | ?                                         | Arnsberg Grafenstraße 69 Karte                   | ? | ?                                          |                  | DL 375          |
| Bürgerhaus                                | Bürgerhaus                                | Arnsberg Grafenstraße 77 Karte                   | Im Stil der Neorenaissance erbaut | 1909                                       |                  | DL 202          |
|                                           |                                           | Arnsberg Eichholzstraße 56 Karte                 | | ?                                          |                  | DL 273          |
| ?                                         | ?                                         | Arnsberg Hallenstraße 1 Karte                    | | ?                                          |                  | DL 274          |
| ?                                         | ?                                         | Arnsberg Hallenstraße 3 Karte                    | ? | ?                                          |                  | DL 303          |
| Bürgerhaus                                | Bürgerhaus                                | Arnsberg Hallenstraße 4 Karte                    | | zwischen 1817 und 1820                     |                  | DL 36           |
| Nevelingsches Haus                        | Nevelingsches Haus                        | Arnsberg Hallenstraße 5 Karte                    | Eines der ältesten Arnsberger Bürgerhäuser | 1700                                       |                  | DL 34           |
| ?                                         | ?                                         | Arnsberg Hallenstraße 8 Karte                    | ? | ?                                          |                  | DL 275          |
|                                           |                                           | Arnsberg Hallenstraße 9 Karte                    | | ?                                          |                  | DL 276          |
| „Edelbroichs Tante“                       | „Edelbroichs Tante“                       | Arnsberg Hallenstraße 10 Karte                   | Bis 2014 als Gasthaus genutztes Bürgerhaus | 1714                                       |                  | DL 35           |
| Bürgerhaus                                | Bürgerhaus                                | Arnsberg Hallenstraße 12 Karte                   | | 1760                                       |                  | DL 39           |
| Bürgerhaus                                | Bürgerhaus                                | Arnsberg Hallenstraße 13 Karte                   | | 1710                                       |                  | DL 37           |
| Bürgerhaus                                | Bürgerhaus                                | Arnsberg Hallenstraße 14 Karte                   | | 1730                                       |                  | DL 164          |
| „Haus Mette“                              | „Haus Mette“                              | Arnsberg Hallenstraße 15 Karte                   | Bürgerhaus | um 1760/70                                 |                  | DL 40           |
| Bürgerhaus                                | Bürgerhaus                                | Arnsberg Hallenstraße 17 Karte                   | | 1714                                       |                  | DL 38           |
| Landpfennigmeisterhaus                    | Landpfennigmeisterhaus                    | Arnsberg Hallenstraße 19 Karte                   | Gehört zu den größten Profanbauten der Altstadt, war möglicherweise Teil eines alten Burgmannshofes. Ein Vorgängerbau war im Besitz der Familie des Bürgermeisters und Opfers der Hexenverfolgung Henneke von Essen. Dessen Vater war Landpfennigmeister. Später ging es in den Besitz der Familie Harbert über, aus der ebenfalls kurfürstliche Beamte und Bürgermeister hervorgingen. Die Mauerteile stammen aus der Zeit vor dem Stadtbrand von 1699                  | teilweise vor 1699, Wiederaufbau 1709–1735 |                  | DL 41           |
| ?                                         | ?                                         | Arnsberg Hanstein 7 Karte                        | ? | ?                                          |                  | DL 305          |
| ?                                         | ?                                         | Arnsberg Hanstein 13 Karte                       | ? | ?                                          |                  | DL 277          |
| ?                                         | ?                                         | Arnsberg Hanstein 32 Karte                       | ? | ?                                          |                  | DL 309          |
| ?                                         | ?                                         | Arnsberg Hanstein 34 Karte                       | ? | ?                                          |                  | DL 309          |
| Wohnhaus                                  | Wohnhaus                                  | Arnsberg In der Helle 7 Karte                    | ? | ?                                          |                  | DL 308          |
| Bürgerhaus                                | Bürgerhaus                                | Arnsberg In der Helle 9 Karte                    | Unmittelbar der Stadtmauer vorgesetzt mit verzogenem rechten Giebelteil zur Anpassung an eine alte Straßenführung | 1700                                       |                  | DL 99           |
| Wohnhaus                                  | Wohnhaus                                  | Arnsberg In der Helle 13 Karte                   | ? | ?                                          |                  | DL 278          |
|                                           |                                           | Arnsberg Jägerstraße 4 Karte                     | | ?                                          |                  | DL 312          |
| Bürgerhaus                                | Bürgerhaus                                | Arnsberg Jägerstraße 6 Karte                     | Ein klassizistisches Fachwerktraufenhaus | nach 1807                                  |                  | DL 245          |
| Bürgerhaus                                | Bürgerhaus                                | Arnsberg Jägerstraße 7 Karte                     | Eines der letzten in kurfürstlicher Zeit gebauten Häuser | 1799                                       |                  | DL 65           |
| Bürgerhaus                                | Bürgerhaus                                | Arnsberg Jägerstraße 14 Karte                    | Befand sich in unmittelbarer Nähe des früheren Mühlentors und beherbergt heute eine Gaststätte | 1700                                       |                  | DL 63           |
|                                           |                                           | Arnsberg Jägerstraße 19 Karte                    | | ?                                          |                  | DL 254          |
| Bürgerhaus                                | Bürgerhaus                                | Arnsberg Jägerstraße 23–25 Karte                 | | 18. Jahrhundert                            |                  | DL 244          |
|                                           |                                           | Arnsberg Jägerstraße 26 Karte                    | | ?                                          |                  | DL 313          |
|                                           |                                           | Arnsberg Jägerstraße 27 Karte                    | | ?                                          |                  | DL 336          |
| Bürgerhaus                                | Bürgerhaus                                | Arnsberg Jägerstraße 28 Karte                    | Wurde vom Landwegbaumeister Friedrich Wulff erbaut, der auch die Pläne zum Wiederaufbau Neheims (1807) und die Stadterweiterung Arnsberg (1806) entwarf | um 1810                                    |                  | DL 62           |
|                                           |                                           | Arnsberg Jägerstraße 30 Karte                    | | ?                                          |                  | DL 279          |
| Bürgerhaus                                | Bürgerhaus                                | Arnsberg Jägerstraße 31 Karte                    | | um 1810                                    |                  | DL 177          |
|                                           |                                           | Arnsberg Jägerstraße 32 Karte                    | | um 1810                                    |                  | DL 249          |
|                                           |                                           | Arnsberg Jägerstraße 35 Karte                    | | ?                                          |                  | DL 317          |
| Haus Schennen                             | Haus Schennen                             | Arnsberg Jägerstraße 37 Karte                    | Bürgerhaus, ehemalige Lohgerberei | 1804                                       |                  | DL 60           |
|                                           |                                           | Arnsberg Jägerstraße 38 Karte                    | | ?                                          |                  | DL 315          |
| Bürgerhaus                                | Bürgerhaus                                | Arnsberg Jägerstraße 39 Karte                    | | vor 1817                                   |                  | DL 200          |
| „Haus Wortmann“                           | „Haus Wortmann“                           | Arnsberg Jägerstraße 41 Karte                    | Bürgerhaus | vor 1817                                   |                  | DL 64           |
|                                           |                                           | Arnsberg Jägerstraße 42 Karte                    | | ?                                          |                  | DL 280          |
|                                           |                                           | Arnsberg Jägerstraße 43 Karte                    | | ?                                          |                  | DL 316          |
|                                           |                                           | Arnsberg Jägerstraße 44 Karte                    | |                                            |                  | DL 281          |
| Bürgerhaus                                | Bürgerhaus                                | Arnsberg Jägerstraße 45 Karte                    | Klassizistischer Krüppelwalmdachtraufenbau | vor 1817                                   |                  | DL 61           |
|                                           | Bürgerhaus                                | Arnsberg Jägerstraße 46                          | Klassizistisches Bürgerhaus in Fachwerkbauweise | nach 1817                                  |                  | DL 66           |
| Fachwerkbürgerhaus                        | Fachwerkbürgerhaus                        | Arnsberg Kaiserspförtchen 2 Karte                | | 1752                                       |                  | DL 100          |
| Fachwerkbürgerhaus                        | Fachwerkbürgerhaus                        | Arnsberg Kaiserspförtchen 3 Karte                | | 1709                                       |                  | DL 97           |
| BW                                        | ?                                         | Arnsberg Kaiserspförtchen 5 Karte                | ? | ?                                          |                  | DL 317          |
| ?                                         | ?                                         | Arnsberg Kaiserspförtchen 6 Karte                | ? | ?                                          |                  | DL 318          |
| ?                                         | ?                                         | Arnsberg Kaiserspförtchen 7 Karte                | ? | ?                                          |                  | DL 319          |
| Bürgerhaus                                | Bürgerhaus                                | Arnsberg Klosterstraße 2/Neumarkt Karte          | Gehört zu den ersten Wohnbauten im klassizistischen Karree | nach 1818                                  |                  | DL 32           |
| Ehemaliges Präsidialwohngebäude           | Ehemaliges Präsidialwohngebäude           | Arnsberg Klosterstraße 4 Karte                   | Stattliches Traufenhaus mit Quaderputz und flachem dreigeschossigen Risaliten. Das Haus war bis zum Zweiten Weltkrieg Wohngebäude des jeweiligen Arnsberger Regierungspräsidenten. | ab 1817                                    |                  | DL 160          |
| Bürgerhaus                                | Bürgerhaus                                | Arnsberg Klosterstraße 8 Karte                   | Klassizistisches Bürgerhaus | um 1820                                    |                  | DL 214          |
| Kurhotel                                  | Kurhotel                                  | Arnsberg Klosterstraße 15 Karte                  | Wurde auf Betreiben der Stadt Arnsberg errichtet, dreigeschossiger, steil aufragender Massivbau mit Turm der sich einfacher Renaissanceformen bedient. Das Gebäude liegt an markanter Stelle auf einem Felsen oberhalb des ehemaligen Kloster Wedinghausen. Lange Jahre diente es gastronomischen Zwecken, heute ist es Altersheim. | 1903/04                                    |                  | DL 236          |
| Bürgerhaus                                | Bürgerhaus                                | Arnsberg Klosterstraße 16 Karte                  | Klassizistisches Bürgerhaus | 1827                                       |                  | DL 33           |
| Bürgerhaus                                | Bürgerhaus                                | Arnsberg Königstraße 1 Karte                     | Klassizistisches Bürgerhaus mit späterem dreigeschossigem Anbau an Stelle eines abgerissenen mittelalterlichen Wehrturms | nach 1819                                  |                  | DL 7            |
| Bürgerhaus                                | Bürgerhaus                                | Arnsberg Königstraße 3 Karte                     | Klassizistisches Bürgerhaus, denkmalgeschützt auch das Fachwerknebengebäude | 1820                                       |                  | DL 8a, 8b       |
| Bürgerhaus                                | Bürgerhaus                                | Arnsberg Königstraße 4 Karte                     | Klassizistisches Bürgerhaus | vor 1820                                   |                  | DL 9            |
|                                           |                                           | Arnsberg Königstraße 6 Karte                     | Nach der Einrichtung der „Buch-, Kunst-, Musikalien- und Schreibwarenhandlung J. Stahl“ am Ende des 19. Jahrhunderts mit einer Fassade im Stil der Neorenaissance versehen. | nach 1818                                  |                  | DL 231          |
|                                           |                                           | Arnsberg Königstraße 7 Karte                     | |                                            |                  | DL 282          |
| Bürgerhaus                                | Bürgerhaus                                | Arnsberg Königstraße 9 Karte                     | Klassizistisches Bürgerhaus | um 1820                                    |                  | DL 10           |
| Bürgerhaus                                | Bürgerhaus                                | Arnsberg Königstraße 10 Karte                    | Klassizistisches Bürgerhaus | um 1820                                    |                  | DL 11           |
| Bürgerhaus                                | Bürgerhaus                                | Arnsberg Königstraße 11 Karte                    | Klassizistisches Bürgerhaus | um 1820                                    |                  | DL 22           |
| Bürgerhaus                                | Bürgerhaus                                | Arnsberg Königstraße 12 Karte                    | Der klassizistische Baus wurde zum Lichtspieltheater Urania stark umgebaut und später unter anderem als Diskothek genutzt | um 1820                                    |                  | DL 2            |
|                                           |                                           | Arnsberg Königstraße 13 Karte                    | |                                            |                  | DL 263, 262     |
| Bürgerhaus                                | Bürgerhaus                                | Arnsberg Königstraße 14 Karte                    | Dem symmetrischen zweistöckigen klassizistischen Bau wurde später ein dreigeschossiger Anbau angefügt. | um 1822                                    | 12               | DL              |
| Bürgerhaus                                | Bürgerhaus                                | Arnsberg Königstraße 16 Karte                    | Klassizistisches Bürgerhaus | um 1820                                    |                  | DL 25           |
| Bürgerhaus                                | Bürgerhaus                                | Arnsberg Königstraße 18 Karte                    | Klassizistisches Bürgerhaus | um 1820                                    |                  | DL 23           |
| Bürgerhaus                                | Bürgerhaus                                | Arnsberg Königstraße 19 Karte                    | Klassizistisches Bürgerhaus | um 1820                                    |                  | DL 13           |
| Bürgerhaus                                | Bürgerhaus                                | Arnsberg Königstraße 20 Karte                    | Das klassizistische Bürgerhaus dient heute als Teil des Komplexes der Industrie- und Handelskammer Arnsberg, Hellweg-Sauerland. | um 1820                                    |                  | DL 24           |
|                                           |                                           | Arnsberg Königstraße 21 Karte                    | Klassizistisches Bürgerhaus | um 1820                                    |                  | DL 14           |
| Bürgerhaus                                | Bürgerhaus                                | Arnsberg Königstraße 23 Karte                    | Klassizistisches Bürgerhaus | um 1825                                    |                  | DL 15           |
| Bürgerhaus                                | Bürgerhaus                                | Arnsberg Königstraße 24 Karte                    | Klassizistisches Bürgerhaus, für den Justizamtmann Franz Friedrich Bernhard Höynck errichtet, heute Sitz des Kunstverein Arnsberg. Zum Haus gehörte früher ein großer Garten mit einem der ebenfalls denkmalgeschützten klassizistischen Gartenhäuschen. | um 1820                                    |                  | DL 16           |
| Bürgerhaus                                | Bürgerhaus                                | Arnsberg Königstraße 25 Karte                    | Klassizistisches Bürgerhaus, im Gegensatz zu den meisten Massivbauten der Umgebung als verschiefertes Fachwerkhaus erbaut. | um 1817                                    |                  | DL 17           |
| Bürgerhaus                                | Bürgerhaus                                | Arnsberg Königstraße 26 Karte                    | Klassizistisches Bürgerhaus | um 1820                                    |                  | DL 27           |
| Bürgerhaus                                | Bürgerhaus                                | Arnsberg Königstraße 27 Karte                    | Klassizistisches Bürgerhaus, wie Königstraße 25 als verschiefertes Fachwerkhaus erbaut. Auch das Fachwerkhinterhaus ist denkmalgeschützt. | um 1820                                    |                  | DL 18, 235, 252 |
| Bürgerhaus                                | Bürgerhaus                                | Arnsberg Königstraße 28 Karte                    | Klassizistisches Bürgerhaus | um 1820                                    |                  | DL 76           |
| Bürgerhaus                                | Bürgerhaus                                | Arnsberg Königstraße 29 Karte                    | Klassizistisches Bürgerhaus | um 1820                                    |                  | DL 19           |
| Drillinghaus                              | Drillinghaus                              | Arnsberg Königstraße 30–34 Karte                 | Klassizistisches Drillinghaus | um 1820                                    |                  | DL 26, 32, 34   |
| Bürgerhaus                                | Bürgerhaus                                | Arnsberg Königstraße 31 Karte                    | Klassizistisches Bürgerhaus, seit der Mitte des 19. Jahrhunderts Standort der Posthalterei Hoevel, deren Standort an der Ecke Prälaturstraße später verlegt wurde (vergl. Eichholzstraße 18). In diesem Zusammenhang wurde das Haus verkauft und in einen Gasthof umgewandelt. Dabei wurde es mit einem Türmchen und barocken Schmuckelementen versehen. | nach 1827                                  |                  | DL 159          |
| Drillinghaus                              | Drillinghaus                              | Arnsberg Königstraße 38–42 Karte                 | Klassizistisches Drillinghaus | nach 1818                                  |                  | DL 20           |
| Wohnhaus                                  | Wohnhaus                                  | Arnsberg Königstraße 44 Karte                    | Später als Amt für Landespflege und als Nebenstelle des Amtsgerichts genutzt | um 1824                                    |                  | DL 158          |
| Bürgerhaus                                | Bürgerhaus                                | Arnsberg Königstraße 46 Karte                    | Das klassizistische Bürgerhaus wurde an das ältere Haus (Königstraße 44) angefügt | 1836                                       |                  | DL 28           |
| ?                                         | ?                                         | Arnsberg Kurfürstenstraße 23 Karte               | ? | ?                                          |                  | DL 390          |
|                                           |                                           | Arnsberg Kurfürstenstraße 25 Karte               | |                                            |                  | DL 388          |
|                                           |                                           | Arnsberg Mühlenstraße 1 Karte                    | | ?                                          |                  | DL 334          |
|                                           |                                           | Arnsberg Mühlenstraße 2 Karte                    | | ?                                          |                  | DL 320          |
| Hasencleverhaus                           | Hasencleverhaus                           | Arnsberg Mühlenstraße 11 Karte                   | Geburtshaus von Wilhelm Hasenclever. Es wurde von seinem Vater als Wohnhaus und Lohmühle am Oberlauf des Mühlengrabens anstelle einer älteren Perlgraupenmühle errichtet. An Wilhelm Hasenclever erinnert eine Gedenktafel | um 1823/1828                               |                  | DI 252          |
| Doppelhaus                                | Doppelhaus                                | Arnsberg Neumarkt 1–2 Karte                      | Doppelhaus mit zehnachsiger Fassadengliederung | um 1821                                    |                  | DL 30, 77       |
| Bürgerhaus                                | Bürgerhaus                                | Arnsberg Neumarkt 4 Karte                        | Eckhaus zur Klosterstraße | 1820                                       |                  | DL 29           |
| Haus Husemann                             | Haus Husemann                             | Arnsberg Neumarkt 6 Karte                        | Erbaut im klassizistischen Stil entwickelte es sich zum vornehmsten Gasthaus der Stadt. Nachdem Friedrich Wilhelm dort logiert hatte, wurde es in „Gasthof König von Preußen“ benannt. Das neunachsige Traufenhaus mit einem hohen Kellersockel, zwei Voll- und einem Halbgeschoss hat das neue Zentrum der Stadt am Neumarkt stark mitgeprägt. Heute ist neben Gastronomie auch der Verkehrsverein dort untergebracht.                                                  | 1818–1820                                  |                  | DL 58           |
|                                           |                                           | Arnsberg Norbertusstraße 4 Karte                 | | ?                                          |                  | DL 283          |
| BW                                        | Fabrikantenvilla                          | Arnsberg Nordring 22 Karte                       | war später Wehrbereichsverwaltung | 1921                                       |                  | DL 250          |
|                                           |                                           | Arnsberg Prälaturstraße 1 Karte                  | | ?                                          |                  | DL 321          |
|                                           | Remise                                    | Arnsberg Prälaturstraße                          | Remise des Pastorats der Propsteigemeinde | um 1850                                    |                  | DL 98           |
| Bürgerhaus                                | Bürgerhaus                                | Arnsberg Prälaturstraße 5 Karte                  | Teilverputztes klassizistisches Fachwerkgiebelhaus, geht aber möglicherweise auf ältere Ursprünge zurück | ?                                          |                  | DL 86           |
|                                           | Wohnhaus                                  | Arnsberg Reitschule 12                           | ? | ?                                          |                  | DL 322          |
| Reitschule                                | Reitschule                                | Arnsberg Reitschule 9                            | ehemaliger Marstall der Reitschule der Familie Dücker | 17./18. Jahrhundert                        |                  | DL 87           |
| BW                                        | ?                                         | Arnsberg Ringstraße 71–73 Karte                  | ? | ?                                          |                  | DL 396          |
| Bürgerhaus                                | Bürgerhaus                                | Arnsberg Ruhrstraße 11 Karte                     | Spätklassizistisches Bürgerhaus | 1843/45                                    |                  | DL 47           |
| Bürgerhaus                                | Bürgerhaus                                | Arnsberg Ruhrstraße 36 Karte                     | | 1890/1894                                  |                  | DL 48           |
|                                           |                                           | Arnsberg Ruhrstraße 37 Karte                     | | ?                                          |                  | DL 267          |
| Villa                                     | Villa                                     | Arnsberg Rumbecker Straße 5 Karte                | Neoklassizistische Villa | um 1892                                    |                  | DL 246          |
| Villa Becker                              | Villa Becker                              | Arnsberg Rumbecker Straße 12 Karte               | Im Stil des Historismus auf dem Gelände der Druckerei Becker errichtet | 1910                                       |                  | DL 91           |
| Honningscher Hof und Hinterhaus           | Honningscher Hof und Hinterhaus           | Arnsberg Schloßstraße 3/5 Karte                  | Das Haus war Sitz des Landschreibers des Herzogtums Westfalens. Es soll Aufbewahrungsort des Dreikönigschreins zu Beginn des 19. Jahrhunderts gewesen sein |                                            |                  | DL 150, DL 104  |
|                                           |                                           | Arnsberg Schloßstraße 4 Karte                    | | um 1709                                    |                  | DL 50           |
| Bürgerhaus                                | Bürgerhaus                                | Arnsberg Schloßstraße 6 Karte                    | |                                            | 11.6.2024        | DL 409          |
| Gasthof zum Alten Schloss                 | Gasthof zum Alten Schloss                 | Arnsberg Schlossstraße 8 Karte                   | Der Gasthof ist ein traditioneller gesellschaftlicher Treffpunkt für die Altstadt hinter dem Glockenturm. | 1767                                       |                  | DL 53           |
| Fachwerkbürgerhaus                        | Fachwerkbürgerhaus                        | Arnsberg Schloßstrasse 10 Karte                  | Das kleine Fachwerkhaus gehört zu den besonders stadtbildprägenden Gebäuden. | 18. Jahrhundert                            |                  | DL 51           |
|                                           |                                           | Arnsberg Schloßstraße 11 Karte                   | | nach 1847                                  |                  | DL 52           |
| Fachwerkbürgerhaus                        | Fachwerkbürgerhaus                        | Arnsberg Schloßstraße 18 Karte                   | Verschiefertes Fachwerkhaus auf einem älteren Bruchsteinunterbau, um die Wende zum 20. Jahrhundert wurde ein Anbau mit einem dreiseitigen Erker angefügt. | 1763                                       |                  | DL 82           |
| Fachwerkgiebelhaus                        | Fachwerkgiebelhaus                        | Arnsberg Schloßstraße 23 Karte                   | Verputztes Fachwerkgiebelhaus | 1764                                       |                  | DL 54           |
| ?                                         | ?                                         | Arnsberg Schloßstraße 27 Karte                   | ? | ?                                          |                  | DL 357          |
| Fachwerkbürgerhaus                        | Fachwerkbürgerhaus                        | Arnsberg Schloßstraße 29 Karte                   | Verputztes Fachwerkbürgerhaus | 1766                                       |                  | DL 49           |
| ?                                         | ?                                         | Arnsberg Schloßstraße 33 Karte                   | ? | ?                                          |                  | DL 324          |
| ?                                         | ?                                         | Arnsberg Schloßstraße 39 Karte                   | ? | ?                                          |                  | DL 372          |
| BW                                        | Kleines Fachwerkhaus                      | Arnsberg Stadtmauer 5 Karte                      | | 18. Jahrhundert                            |                  | DL 210          |
| Kleines Fachwerkhaus                      | Kleines Fachwerkhaus                      | Arnsberg Stadtmauer 6 Karte                      | | 18. Jahrhundert                            |                  | DL 211          |
|                                           |                                           | Arnsberg Steinweg 1 Karte                        | | ?                                          |                  | DL 337          |
|                                           |                                           | Arnsberg Steinweg 3 Karte                        | | ?                                          |                  | DL 325          |
|                                           |                                           | Arnsberg Steinweg 5 Karte                        | | ?                                          |                  | DL 286          |
|                                           |                                           | Arnsberg Steinweg 6 Karte                        | | ?                                          |                  | DL 288          |
| Gaststätte „Bürgerhaus“                   | Gaststätte „Bürgerhaus“                   | Arnsberg Steinweg 17 Karte                       | Wurde in Fachwerkbauweise auf einem älteren massiven Bruchsteingewölbe errichtet | 1799                                       |                  | DL 221          |
|                                           |                                           | Arnsberg Wedinghauser Straße 4 Karte             | | ?                                          |                  | DL 340          |
|                                           |                                           | Arnsberg Wedinghauser Straße 16 Karte            | | ?                                          |                  | DL 335          |
|                                           |                                           | Arnsberg Wedinghauser Straße 17 Karte            | | ?                                          |                  | DL 366          |
| Villa                                     | Villa                                     | Arnsberg Wedinghauser Straße 19 Karte            | Ehemalige Dienstvilla des Regierungspräsidenten | ?                                          |                  | DL 344          |
|                                           |                                           | Arnsberg Wedinghauser Straße 22 Karte            | | ?                                          |                  | DL 333          |
|                                           |                                           | Arnsberg Zum Schützenhof 18 Karte                | ? | ?                                          |                  | DL 264          |
|                                           |                                           | Arnsberg Zur Feldmühle 4 Karte                   | | ?                                          |                  | DL 395          |
|                                           |                                           | Arnsberg Zur Feldmühle 8 Karte                   | | ?                                          |                  | DL 392          |

### Andere Stadtteile
| Bild                     | Bezeichnung                         | Lage                                        | Beschreibung | Bauzeit                      | Eingetragen seit | Denkmal- nummer |
| ------------------------ | ----------------------------------- | ------------------------------------------- | --- | ---------------------------- | ---------------- | --------------- |
| Speicher                 | Speicher                            | Bachum Neheimer Straße 112 Karte            | Fachwerkspeicher des Brandhofs, eines der ältesten Gebäude Neheims | zwischen 1550 und 1600       |                  | DL 112          |
| BW                       | Forstdienstgehöft Breitenbruch      | Breitenbruch Breitenbrucher Straße 27 Karte | |                              | 27.02.2013       | DL 402          |
| BW                       |                                     | Herdringen Dorfbach 6,7, 8 Karte            | | ?                            |                  | DL 360          |
| Forstamt                 | Forstamt                            | Herdringen Zum Herdringer Schloß 1 Karte    | Forstamt der Freiherren von Fürstenberg | 1747                         |                  | DL 148          |
| Wirtschaftsgebäude       | Wirtschaftsgebäude                  | Herdringen Zum Herdringer Schloß 2 Karte    | Wirtschaftsgebäude von Schloss Herdringen | ?                            |                  | DL 359          |
| Speicherbau              | Speicherbau                         | Herdringen Ostentor 10 Karte                | | um 1700                      |                  | DL 152          |
| BW                       | Bauernhaus                          | Herdringen Ostentor 12 Karte                | | 1844                         |                  | DL 171          |
| BW                       | „Hof Deimel“                        | Herdringen Ostentor 9b Karte                | Stattliches Längsdeelenhaus, früher ein Bauernhof | 1800                         |                  | DL 151          |
| BW                       | ?                                   | Herdringen Kletterpoth 18, 20 Karte         | | ?                            |                  | DL 383          |
| BW                       | ?                                   | Herdringen Kletterpoth 5 Karte              | | ?                            |                  | DL 361          |
| BW                       | „Gut Habbel“                        | Herdringen Gut Habbel 1 Karte               | Gutshof | ?                            |                  | DL 370          |
| BW                       | ?                                   | Herdringen Dungestraße 4 Karte              | | ?                            |                  | DL 363          |
| BW                       | ?                                   | Herdringen Wiedmannsweg 1 Karte             | | ?                            |                  | DL 364          |
| BW                       | ?                                   | Herdringen Wiedmannsweg 6 Karte             | | ?                            |                  | DL 365          |
| BW                       | Schultenhof Kirchlinde              | Holzen Kirchlinde 1 Karte                   | Bestehend aus mehreren unterschiedlichen Einzelgebäuden. | 17., 18. und 19. Jahrhundert |                  | DL 256          |
| BW                       | Speicher                            | Holzen Wettmarsen 3 Karte                   | Speicher des Hofes Nagel | 17. Jahrhundert              |                  | DL 122          |
| BW                       | „Villa Knoche“                      | Hüsten Adenauerstr. 2 Karte                 | Für den Sanitätsrat Dr. Knoche erbaut. Das Gebäude steht seit 2004 unter Denkmalschutz. | um 1900                      |                  | DL 398          |
| BW                       | Fachwerkhaus                        | Hüsten Bahnhofstraße 46 Karte               | Im klassizistischen Stil als Rentei der Freiherren von Fürstenberg gebaut | 1840                         |                  | DI 153          |
| BW                       | Hüttenhäuser                        | Bahnhofstraße 65–71, 73–83 Karte            | Die Hüttenhäuser waren Werkswohnungen der Hüstener Gewerkschaft | 1882, 1885                   |                  | DL 242, 241     |
| Kontorhaus               | Kontorhaus                          | Hüsten Bahnhofstraße 85 Karte               | Im neobarocken Stil nach 1914 erbaut | nach 1914                    |                  | DL 225          |
| BW                       | ?                                   | Hüsten Bahnhofstraße 195 Karte              | | ?                            |                  | DL 289          |
| Villa Westermann         | Villa Westermann                    | Hüsten Bahnhofstraße 213 Karte              | Wohngebäude der Eigentümer der Firma Westermann & Co, im neoklassizistischen Stil mit expressionistischen Elementen erbaut | um 1920                      |                  | DL 223          |
| BW                       | ?                                   | Hüsten Drostenfeld 20 Karte                 | | ?                            |                  | DL 328          |
| BW                       | ?                                   | Hüsten Drostenfeld 28 Karte                 | | ?                            |                  | DL              |
| Hotel Hauhs              | Hotel Hauhs                         | Hüsten Heinrich-Lübke-Straße 14 Karte       | Eines der ältesten Gebäude Hüstens | ?                            | 1780             | DL 188          |
| BW                       | Wohn- und Gasthaus                  | Hüsten Heinrich-Lübke-Straße 16 Karte       | Erbaut von Bauer Selle diente es später dem Roten Kreuz und der Stadtbücherei, heute ist es Wohnhaus | vor 1890                     |                  | DL 189          |
| BW                       | „Haus Gordes“                       | Hüsten Heinrich-Lübke-Straße 23 Karte       | Bürgerhaus | vor 1900                     |                  | DL 203          |
| Kolpinghaus              | Kolpinghaus                         | Hüsten Heinrich-Lübke-Straße 25 Karte       | Gehört zu den stadtbildprägenden Bauten. Elemente gotisierender Sakralbaukunst wurden mit Formen der großbürgerlichen Bauweise verbunden | 1895                         |                  | DL 226          |
| BW                       | Villa Linneborn                     | Hüsten Heinrich-Lübke-Straße 27 Karte       | Zweigeschossiger Bau in Form eines Kubus mit einem coupierten, schiefergedeckten Walmdach | 1895                         |                  | DL 185          |
| BW                       |                                     | Hüsten Heinrich-Lübke-Straße 51 Karte       | | ?                            |                  | DI 362          |
| BW                       | Ehemalige Mühle                     | Hüsten Heinrich-Lübke-Straße 113 Karte      | An der Ortsteilgrenze zu Müschede wurde als Pochwerk für erzhaltiges Gestein vor der Verhüttung genutzt. Später wurde das Gebäude landwirtschaftlich genutzt | ?                            |                  | DL 243          |
| Hotel „Union“            | Hotel „Union“                       | Hüsten Hüstener Markt 1 Karte               | Ein ortsbildprägender Bau, der in den letzten Jahren zu verfallen drohte und erst kürzlich neue Eigentümer gefunden hat | 1903                         |                  | DL 186          |
| BW                       | Wohn- und Geschäftshaus             | Hüsten Hüstener Markt 5 Karte               | Wurde von dem Buch- und Schreibwarenhändler Ernst Severin erbaut | um 1900                      |                  | DL 234          |
| „Müllersches Kötterhaus“ | „Müllersches Kötterhaus“            | Hüsten Möthe 9 Karte                        | Gehört zu den ältesten Gebäuden Hüstens | 1694                         |                  | DI 129          |
| BW                       | Wohn- und Geschäftshaus             | Neheim Apothekerstraße 35 Karte             | Dreigeschossiger, traufständiger verputzter Bau mit einem Zwerchbau, für August Tapprogge erbaut | 1902                         |                  | DL 339          |
| Wohn- und Geschäftshaus  | Wohn- und Geschäftshaus             | Neheim Burgstraße 1 Karte                   | Dreigeschossiges stadtbildprägendes Eckhaus mit Anklängen an den Jugendstil | 1900                         |                  | DL 204          |
| Wohn- und Geschäftshaus  | Wohn- und Geschäftshaus             | Neheim Burgstraße 3 Karte                   | Zweigeschossiger verputzter Bau mit Attikageschoss und Mansarddach mit neoklassizistischen Schmuckelementen | 1894                         |                  | DL 205          |
| Fachwerkgiebelhaus       | Fachwerkgiebelhaus                  | Neheim Burgstraße 12 Karte                  | Der zweigeschossiger giebelständiger Bau, nach dem großen Stadtbrand errichtet. Die Straßenseite ist verschiefert. | 1807                         |                  | DL 216          |
| Krüppelwalmdachhaus      | Krüppelwalmdachhaus                 | Neheim Burgstraße 18 Karte                  | Nach dem großen Stadtbrand von 1807 als zweigeschossiges giebelständiges Fachwerkhaus errichtet und noch vor 1900 verschiefert | 1807                         |                  | DL 389          |
| Satteldachtraufenhaus    | Satteldachtraufenhaus               | Neheim Burgstraße 19 Karte                  | Nach dem großen Stadtbrand für die Familie Cloer errichtet, zweigeschossiger giebelständiger Fachwerkbau, um 1900 wurde die Giebelseite verbrettert. Das Gebäude liegt zurückgesetzt von der Burgstraße und steht möglicherweise an der Stelle eines älteren Baus. Zeitweise diente das Gebäude auch als Produktionsstätte der Firma Cloer. Ein um 1900 zur Stromerzeugung dienendes Windrad ist nicht mehr vorhanden. | 1807                         |                  | DL 131          |
| BW                       | Wohnhaus                            | Neheim Burgstraße 20 Karte                  | Nach dem Stadtbrand erbaut, zweistöckiges, giebelständiges Fachwerkgebäude, Frontseite verschiedentlich, Westseite verbrettert, Sockelbereich an der Frontseite mit Blechtafeln in Schieferoptik verkleidet | 1807                         |                  | DL 373          |
| Wohnhaus                 | Wohnhaus                            | Neheim Burgstraße 23 Karte                  | Traufständiger Fachwerkbau mit Krüppelwalmdach, früher war die Fassade mit Blechplatten verkleidet. Diese wurden im Zuge einer Sanierung entfernt. | 1830                         |                  | DL 130          |
| Krüppelwalmgiebelhaus    | Krüppelwalmgiebelhaus               | Neheim Burgstraße 24 Karte                  | Zweigeschossiger Bau mit einer verschieferten Vorderseite, nach dem Stadtbrand erbaut | 1807                         |                  | DL 127          |
| Haus „Bremke“            | Haus „Bremke“                       | Neheim Burgstraße 25 Karte                  | Bürgerhaus, nach dem Stadtbrand von 1807 als zweigeschossiger Fachwerkbau mit Krüppelwalmdach erbaut, Giebelseite zur Straße mit einer Bretterverquaderung versehen. Erhalten ist die Treppe und die Haustür. Um 1900 wurde im Westen ein zweigeschossiger Anbau hinzugefügt. | 1807                         |                  | DL 121          |
| BW                       | Wohn- und Wirtschaftsgebäude        | Neheim Burgstraße 28 Karte                  | |                              | 17.4.2023        | DL 407          |
| BW                       | Satteldachtraufenhaus               | Neheim Burgstraße 30 Karte                  | | 1830                         |                  | DL 165, 467     |
| BW                       | Haus „Rienermann“                   | Neheim Burgstraße 31 Karte                  | | 1807                         |                  | DL 201          |
| BW                       | Satteldachtraufenhaus               | Neheim Burgstraße 32 Karte                  | Klassizistisches Satteldachtraufenhaus | 1807                         |                  | DL 166          |
| Bürgerhaus               | Bürgerhaus                          | Neheim Burgstraße 36 Karte                  | | 1807                         |                  | DL 190          |
| Krüppelwalmgiebelhaus    | Krüppelwalmgiebelhaus               | Neheim Burgstraße 37 Karte                  | Ursprünglich im Besitz der Unternehmerfamilie Cosack | 1807                         |                  | DL 128          |
| Bürgerhaus               | Bürgerhaus                          | Neheim Burgstraße 42 Karte                  | | 1807                         |                  | DL 107          |
|                          | Villa „Westermann“                  | Neheim Goethestraße                         | Von dem Leipziger Architekten Erich Engeler für den Unternehmer Wilhelm Westermann erbaut. Das Haus befindet sich heute im Besitz der katholischen Kirchengemeinde St. Johannes Baptist | 1923                         |                  | DL              |
| BW                       | Haus des Handwerks                  | Neheim Goethestraße 38 Karte                | Als Wohn- und Geschäftshaus der Neheimer Bankverein AG erbaut | 1909/1910                    |                  | DL 142          |
| Fachwerkgiebelhaus       | Fachwerkgiebelhaus                  | Neheim Gransauplatz 3 Karte                 | | 1807                         |                  | DL 110          |
| Villa Bremer             | Villa Bremer                        | Neheim Kapellenstraße 16 Karte              | Von dem Erfinder und Unternehmer Hugo Bremer inmitten eines Parks erbaut | 1896                         |                  | DL 207          |
| BW                       | Villa „Brökelmann“                  | Neheim Karlstraße 20 Karte                  | Wurde von der gleichnamigen Unternehmerfamilie inmitten eines großen Parks errichtet | 1910                         |                  | DL 176          |
| BW                       | ?                                   | Neheim Lange Wende 20 Karte                 | | ?                            |                  | DL 258          |
| BW                       | ?                                   | Neheim Lange Wende 22 Karte                 | | ?                            |                  | DL 311          |
| BW                       | Bürgerhaus                          | Neheim Lange Wende 26 Karte                 | | 19. Jahrhundert              |                  | DL 180          |
| BW                       | ?                                   | Neheim Lange Wende 47 Karte                 | | ?                            |                  | DL 266          |
| BW                       | Ehemaliges „Hotel zum Adler“        | Neheim Lange Wende 49 Karte                 | Während des Zweiten Weltkriegs wurden zwei zusätzliche Türme auf dem Gebäude demontiert, um sie vor Zerstörung zu retten. Der Verbleib ist nicht bekannt. | Ende 19. Jahrhundert         |                  | DL 310          |
| BW                       | Krüppelwalmgiebelhaus               | Neheim Mendener Straße 8 Karte              | Verschiefertes Krüppelwalmgiebelhaus | 1807                         |                  | DL 117          |
| BW                       | Hotel „Lattrich“                    | Neheim Mendener Straße 22 Karte             | Verschiefertes Krüppelwalmdachhaus, ehemaliges Hotel | 1807                         |                  | DL 222          |
| Alte Posthalterei        | Alte Posthalterei                   | Neheim Mendener Straße 27 Karte             | Ehemalige Posthalterei | 1807                         |                  | DL 21           |
| BW                       | ?                                   | Neheim Mendener Straße 29 Karte             | | ?                            |                  | DL 397          |
| BW                       | Satteldachtraufenhaus               | Neheim Mendener Straße 33 Karte             | Klassizistischer Bau nahe der Synagoge, diente zeitweise als Krankenhaus, ehe es in den Besitz der Synagogengemeinde überging. Bis zum Bau der Synagoge diente es als Bethaus | 1807                         |                  | DL 4            |
| Gasthaus „Peter Müller“  | Gasthaus „Peter Müller“             | Neheim Mendener Straße 34 Karte             | Das PeMü ist eine traditionsreiche Gastwirtschaft. | 1807                         |                  | DL 314          |
| BW                       | ?                                   | Neheim Mendener Straße 37 Karte             | | ?                            |                  | DL 391          |
| BW                       | Mietshaus                           | Neheim Mendener Straße 39 Karte             | | um 1900                      |                  | DL 139          |
| BW                       | Satteldachhaus                      | Neheim Mendener Straße 41 Karte             | | 1807                         |                  | DL 124          |
| BW                       | Fachwerkhaus                        | Neheim Mendener Straße 43 Karte             | Spätbarockes Fachwerkhaus | 1783                         |                  | DL 135          |
| Bürgerhaus               | Bürgerhaus                          | Neheim Mendener Straße 47 Karte             | Das älteste erhaltene Bürgerhaus Neheims | 1782                         |                  | DL 178          |
|                          |                                     | Neheim Mendener Straße 49 Karte             | | 18. Jahrhundert              |                  | DL 133          |
| Krüppelwalmgiebelhaus    | Krüppelwalmgiebelhaus               | Neheim Mendener Straße 50 Karte             | Klassizistisches Krüppelwalmgiebelhaus | nach 1807                    |                  | DL 208          |
| BW                       | ?                                   | Neheim Möhnepforte 1 Karte                  | | ?                            |                  | DL 293          |
| BW                       | Ehemalige Gaststätte                | Neheim Möhnestraße 16 Karte                 | Ehemalige Gaststätte „Zum Alten Fritz“ | 1890                         |                  | DL 236          |
| Haus „Risse“             | Haus „Risse“                        | Neheim Neheimer Markt 2 Karte               | In städtebaulich bevorzugter Lage erbaut, markante klassizistische Architektur, hebt sich deutlich von den benachbarten Ackerbürgerhäusern ab, lange Zeit im Besitz des Unternehmers Friedrich Wilhelm Brökelmann, danach verschiedene Besitzer unter anderem der namengebenden Familie Risse. Im Zuge der Umgestaltung des Neheimer Marktes grundlegend saniert und in das Einkaufszentrum integriert. Das Untergeschoss diente gastronomischen Zwecken, kleine Teile des Obergeschosses der sich im Einkaufszentrum befindlichen Stadtbücherei. | 1807                         |                  | DL 167          |
| Haus „Beste“             | Haus „Beste“                        | Neheim Neheimer Markt 4 Karte               | Wohn- und Geschäftshaus | 1807                         |                  | DL 218          |
| Wohn- und Geschäftshaus  | Wohn- und Geschäftshaus             | Neheim Hauptstraße 8 Karte                  | Vom Kaufmann und Fabrikanten Paul Cosack erbaut, die Beletage und Mezzanin sind im ursprünglichen Zustand erhalten, während das Erdgeschoss stark umgestaltet wurde. | ?                            |                  | DL 219          |
| BW                       | Bürgerhaus                          | Neheim Schobbostraße 60 Karte               | | 1895                         |                  | DL 89           |
| BW                       |                                     | Neheim Schulstraße 5 Karte                  | | um 1894                      |                  | DL 191          |
| BW                       | Kutscherhaus                        | Neheim Schwester-Aicharda-Straße 18 Karte   | Großes Nebengebäude der alten Villa „Brökelmann“ (neu in der Karlstraße 20) | 1893                         |                  | DL 172          |
| BW                       | Villa                               | Neheim Schwester-Aicharda-Straße 16 Karte   | Ehem. Villa Brökelmann, Vorbau zur 1920 erbauten Villa im Park (Karlstraße 20) | ?                            |                  | DL 290          |
| BW                       | Villa „Tappe“                       | Neheim Schwester-Aicharda-Straße 37 Karte   | | 1905                         |                  | DL 173          |
| BW                       | ?                                   | Neheim Trift 10 Karte                       | | ?                            |                  | DL 264          |
| weitere Bilder           | ehem. Forstdienstgehöft Niedereimer | Niedereimer Niedereimerstraße 67 Karte      | |                              | 21.7.2011        | DL 400          |
| Ehem. Bahnhof            | Ehem. Bahnhof                       | Oeventrop Am Bahnhof 1 Karte                | | ?                            |                  | DL 292          |
| Gasthaus                 | Gasthaus                            | Oeventrop Dinscheder Straße 37 Karte        | Der alte „Gasthof Becker“ war zeitweise ein beliebtes Ausflugslokal | ?                            |                  | DL 382          |
|                          |                                     | Oeventrop Forstweg 2 Karte                  | | ?                            |                  | DL 384          |
| Bauernhaus               | Bauernhaus                          | Voßwinkel Karl-Bender-Straße 2 Karte        | Ursprünglich ein Längsdeelenhaus | 1749                         |                  | DL 169, DL 398  |
| Bauernhaus               | Bauernhaus                          | Voßwinkel Voßwinkeler Straße 23 Karte       | Nicht mehr existent, wurde 2019 aus der Denkmalliste entlassen und Dezember 2019 abgebrochen | nach 1800                    |                  | DL 253          |
| Casino                   | Casino                              | Wildshausen Brumlingsen 16 Karte            | Ehemaliges Casino der Zellstofffabrik | ?                            |                  | DL 371          |

## Technische Kulturdenkmale
| Bild                                               | Bezeichnung                                        | Lage                                    | Beschreibung | Bauzeit | Eingetragen seit | Denkmal- nummer |
| -------------------------------------------------- | -------------------------------------------------- | --------------------------------------- | --- | ------- | ---------------- | --------------- |
| Elektrizitätswerk Mühlengraben                     | Elektrizitätswerk Mühlengraben                     | Arnsberg Auf den Kämpen Karte           | Gebaut für die Cosacksche Papierfabrik, war im Mai 2009 Denkmal des Monats der Arbeitsgemeinschaft Historische Stadtkerne in Nordrhein-Westfalen. | 1910/11 |                  | DL 399          |
| Umspannstation                                     | Umspannstation                                     | Arnsberg Jägerbrücke/Mühlenstraße Karte | Umspannstation in Form eines mittelalterlichen Turmes                                                                                             |         |                  | DL 327          |
| Sophienhammer                                      | Sophienhammer                                      | Müschede Rönkhauser Straße Karte        | Heute Teil der Julius Cronenberg o.H. | ab 1835 |                  | DL 168          |
| Ehemaliges Fabrikgebäude der Firma F.W. Brökelmann | Ehemaliges Fabrikgebäude der Firma F.W. Brökelmann | Neheim Werler Straße 2 Karte            | |         |                  | DL 342          |
| Germania Stuhlfabrik                               | Germania Stuhlfabrik                               | Oeventrop Widayweg 6 Karte              | |         |                  | DL 355          |
| Kaiser-Wilhelm-Brücke                              | Kaiser-Wilhelm-Brücke                              | Rumbeck Mescheder Straße Karte          | War im April 2006 Denkmal des Monats der Arbeitsgemeinschaft Historische Stadtkerne in Nordrhein-Westfalen.                                       | 1908/09 |                  | DL 259          |

## Sonstiges
| Bild              | Bezeichnung             | Lage                               | Beschreibung | Bauzeit                         | Eingetragen seit | Denkmal- nummer |
| ----------------- | ----------------------- | ---------------------------------- | --- | ------------------------------- | ---------------- | --------------- |
| „Jungfer Gertrud“ | „Jungfer Gertrud“       | Arnsberg Schlossberg Karte         | Die barocke Skulptur soll der Überlieferung nach Gertrud von Plettenberg Geliebte von Kurfürst Ernst von Bayern darstellen. Wegen des schlechten Erhaltungszustandes des Originals ist eine klare Identifizierung nicht möglich. Das Original befindet sich im Sauerlandmuseum. Auf dem Gelände des Arnsberger Schlosses steht eine Nachbildung.             | frühestens Ende 17. Jahrhundert |                  | DL 183          |
| Gartenhäuser      | Gartenhäuser            | Arnsberg Zur Twiete Karte          | Zwei Gartenpavillons auf dem Grundstück des Mariengymnasiums, im klassizistischen teils barocken Stil Sie waren im Juni 2008 Denkmale des Monats des Landschaftsverbandes Westfalen-Lippe. | 19. Jahrhundert                 |                  | DL 326, 379     |
| Oberfreistuhl     | Oberfreistuhl           | Arnsberg Stadtmauer Karte          | Bedeutende spätmittelalterliche und frühneuzeitliche Gerichts- und Versammlungsstätte der Femegerichtsbarkeit im Freien. Der Gerichtsbereich unter freiem Himmel ist eine baumgesäumte Mulde in der Nähe der Oleypforte unterhalb des Arnsberger Schlosses. Der Bereich hat einen Durchmesser von 18 × 35 m und enthält eine Nachbildung des Richtertisches. | 1174                            |                  | DL 196          |
| Maximilianbrunnen | Maximilianbrunnen       | Arnsberg Karte                     | Eines der bekanntesten Baudenkmäler der Stadt |                                 |                  | DL 143          |
|                   | Trigonometrischer Punkt | Neheim-Hüsten Röckenberg/Pagenkopf | |                                 |                  | DL 378          |
| Ehmsendenkmal     | Ehmsendenkmal           | Arnsberg Karte                     | Denkmal für den Forstrat und Gründer des Sauerländischen Gebirgsverein (SGV) Ernst Ehmsen | 1897                            |                  | DL 356          |
| Hirschberger Tor  | Hirschberger Tor        | Arnsberg Klosterstraße Karte       | Entworfen von Johann Conrad Schlaun für das kurfürstliche Jagdschloss Hirschberg, nach dem Abbruch des größten Teils des Schlosses zu Beginn des 19. Jahrhunderts abgebaut und in Arnsberg in den Komplex des Klosters Wedinghausen integriert. |                                 |                  | DL 195          |
| BW                | Bienenhaus              | Holzen Stiepeler Straße 1 Karte    | |                                 | 15.1.2024        | DL 408          |

## Bodendenkmale
| Bild             | Bezeichnung             | Lage                                  | Beschreibung | Bauzeit                  | Eingetragen seit | Denkmal- nummer |
| ---------------- | ----------------------- | ------------------------------------- | --- | ------------------------ | ---------------- | --------------- |
| Rüdenburg        | Rüdenburg               | Arnsberg Karte                        | Ehemalige Höhenburg, nur als Burgrest erhalten, zwischen 1050 und 1062 durch Graf Bernhard II. von Werl errichtet. Ausgrabungen ergaben an dieser Stelle in sächsischer und karolingischer Zeit eine Wallburg. | 11. Jahrhundert          |                  | B 2             |
| Schloss Arnsberg | Schloss Arnsberg        | Arnsberg Schloßstraße Karte           | Als Burg der Arnsberger Grafen erbaut, diente es nach dem Übergang der Grafschaft Arnsberg an das Erzbistum Köln als Residenz der Erzbischöfe und Kurfürsten von Köln. Dabei wurde es mehrfach stark umgebaut. Der letzte Bau von Johann Conrad Schlaun (1730–1735 erbaut) wurde im Siebenjährigen Krieg zerstört. Seither ist die Anlage Ruine. | um 1100–1762             |                  | B 3, DL 247     |
| BW               | Freiflächen             | Arnsberg Karte                        | Flächen des Bereichs des ehemaligen Klosters Wedinghausen |                          |                  | B 26            |
|                  | Rodell                  | Arnsberg                              | Das Kleine Rondell auf dem Tempelberg war Teil des kurfürstlichen Tiergartens | 17./18. Jahrhundert      |                  | B 17            |
| BW               | Kettelburg              | Herdringen Karte                      | Gilt als Stammburg der Familie von Ketteler | 14. Jahrhundert          |                  | B 7             |
|                  | Grabhügel               | Herdringen                            | |                          |                  | B 8             |
|                  | Grabhügel               | Herdringen                            | Grabhügel östlich von Stiepel |                          |                  | B 24            |
|                  | Grabhügel               | Holzen                                | |                          |                  | B 9             |
|                  | Grabhügel               | Holzen                                | |                          |                  | B 10            |
| BW               | Freiflächen             | Holzen Karte                          | Flächen im Bereich des ehemaligen Klosters Oelinghausen |                          |                  | B 22            |
|                  | Oelinghauser Eisenhütte | Holzen                                | |                          |                  | B 25            |
| BW               | Schwedenschanze         | Müschede Karte                        | Teil einer Landwehr |                          |                  | B 13            |
|                  | Wall                    | Müschede                              | Wall im Walpketal |                          |                  | B 21            |
|                  | Grabhügelfeld           | Neheim                                | Grabhügelfeld |                          |                  | B 5             |
|                  | Grabhügelgruppe         | Neheim Alter Holzweg                  | Kleine Grabhügelgruppe |                          |                  | B 20            |
|                  | Grabhügel Kuckert       | Neheim-Hüsten                         | |                          |                  | B 18            |
|                  | Grabhügelgruppe         | Neheim-Hüsten Rehbockweg              | Kleine Grabhügelgruppe |                          |                  | B 19            |
|                  | Hohlwegbündel           | Neheim-Hüsten                         | Hohlwegbündel Kirchwald |                          |                  | B 23            |
|                  | Wassergewinnungsanlage  | Niedereimer Schultenhahn              | Wassergewinnungsanlage |                          |                  | B 6             |
|                  | Grabhügel               | Niedereimer                           | |                          |                  | B 11            |
| BW               | Hünenburg               | Oeventrop Karte                       | Wallburg aus dem 9./10. Jahrhundert | 9./10. Jahrhundert       |                  | B 1             |
| Burg Wildshausen | Burg Wildshausen        | Oeventrop Karte                       | Vom Grafen von Arnsberg in der Form einer Motte | um 1150                  |                  | B 4             |
| Fischteich       | Fischteich              | Rumbeck Mühlbachtal Karte             | Ehemaliger Fischteich des Klosters Rumbeck im Mühlbachtal |                          |                  | B 15            |
| BW               | Freifläche              | Rumbeck Karte                         | Unbebaute Freiflächen beim Kloster Rumbeck |                          |                  | B 16            |
| Hünenbräuken     | Hünenbräuken            | Voßwinkel Karte                       | Ehemalige Turmhügelburg | wahrsch. 13. Jahrhundert |                  | B 12            |
| Brunnen          | Brunnen                 | Voßwinkel Zum Alten Friedhof 17 Karte | |                          |                  | B 14            |